# Liste von Seen in Niedersachsen

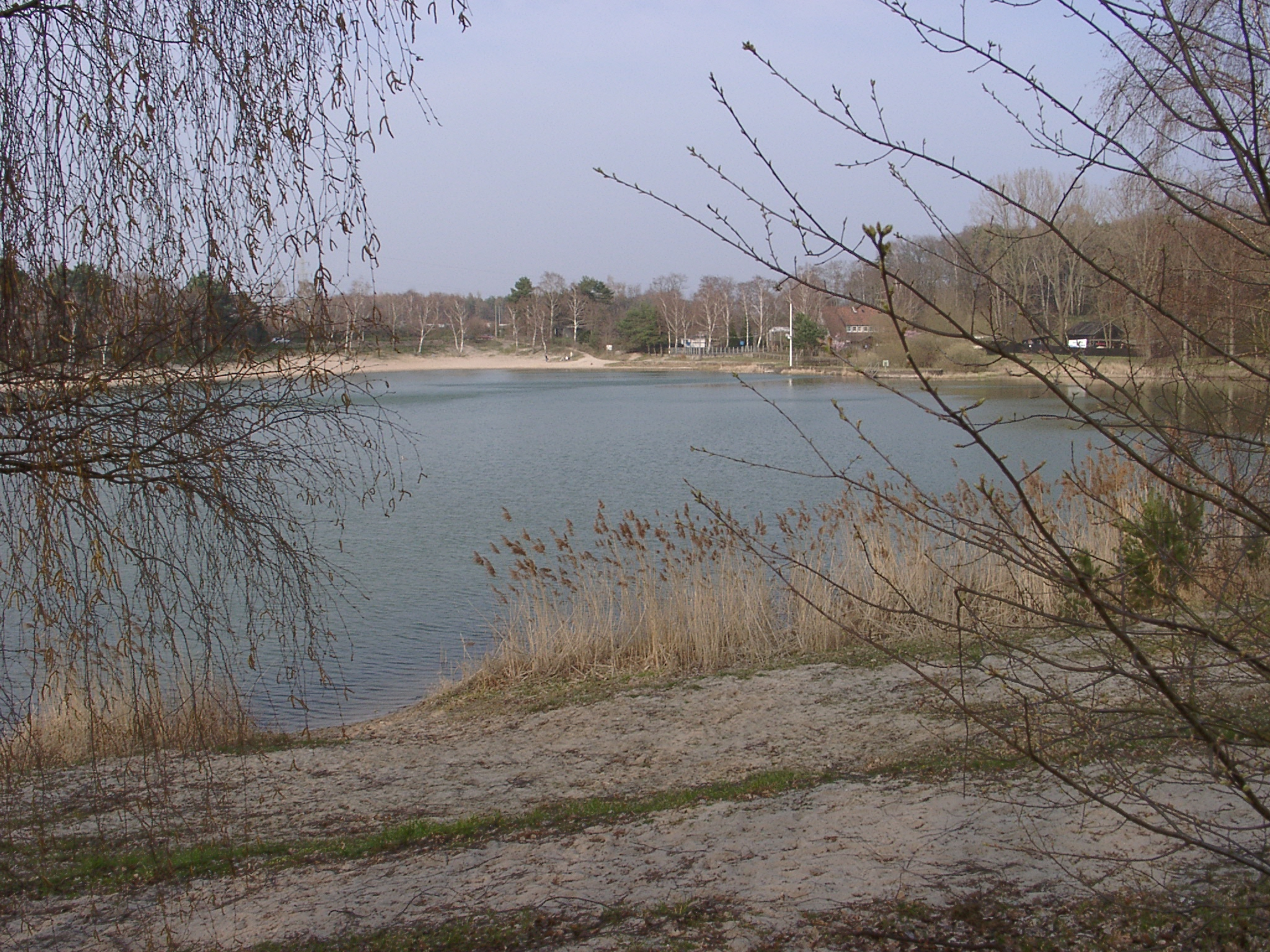
Der Blaue See in Garbsen, ein 10 ha großer Baggersee in der Region Hannover, ausgehoben zur Sandgewinnung im Zuge eines Autobahnbaus

Die Liste von Seen in Niedersachsen enthält eine Auswahl der Seen in Niedersachsen. Auch die Teiche sind hier aufgeführt, wenn sie eine Bedeutung für die Öffentlichkeit haben. Es wäre schwierig, eine exakte Trennlinie zwischen See und Teich zu ziehen.
Naturgemäß ist die Liste insbesondere im Bereich der kleineren Stillgewässer nicht vollständig. Sehr viele Seen im Flachland sind als Kiesgruben entstanden, oder wurden ausgebaggert, um Befestigungsmaterial für den Straßenbau zu liefern, und tragen keine Namen. Auch im Elbe-Urstromtal ist die Anzahl der kleinen Stillgewässer sehr hoch. Löschwasserteiche gibt es in sehr vielen Dörfern.
Nicht aufgeführt sind Badegewässer, die eher Freibadcharakter haben, sowie viele Seen, die nicht öffentlich zugänglich sind und sich in Privatbesitz, beispielsweise von Angelvereinen, befinden.

## Statistische Auswertung

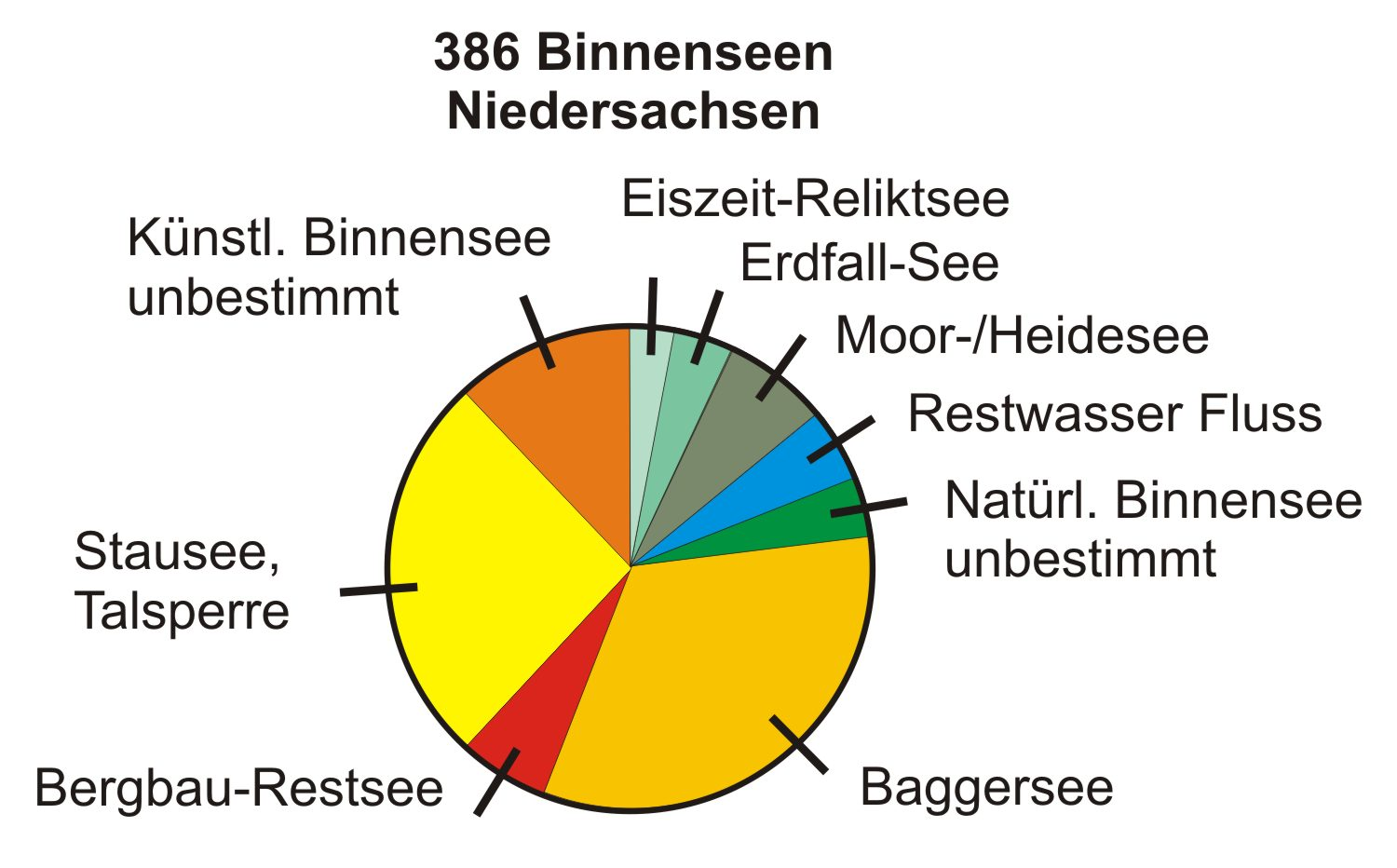
Binnenseen in Niedersachsen, statistische Auswertung (2014)

Weniger als ein Viertel der etwa 400 mit Namen versehenen Binnenseen in Niedersachsen sind natürlichen Ursprungs. Die ältesten Seen Niedersachsens sind eiszeitliche Reliktseen und Seen, die in geologischen Prozessen durch Auswaschungen von Untergrundmaterial entstanden (Erdfälle). Auch Moorseen und Heideweiher entstanden auf natürliche Weise. Altarme und seeartige Erweiterungen von Flüssen im Flachland gelten ebenfalls als natürliche stehende Gewässer. Eine Besonderheit stellt der Hammersee auf der Nordseeinsel Juist dar, dessen Inhalt auf das nicht mehr abgelaufene Wasser einer Sturmflut von 1932 zurückgeht.
Mehr als drei Viertel aller Seen in der vorliegenden Liste sind künstlichen Ursprungs. Der weitaus größte Teil davon entfällt auf Baggerseen, die im Flachland vor allem im Zuge des Verkehrswegebaus ausgehoben wurden. Etwa 8 % der Seen in der Liste gehen auf bergbauliche Tätigkeiten zurück, wobei es sich vor allem um Ziegelteiche (Tongruben und Lehmkuhlen) handelt, in vier Fällen um Restseen aus dem Braunkohletagebau, dazu kommen in wenigen Fällen Klärteiche (Absetzbecken, beispielsweise aus dem Eisenerzabbau) und Steinbrüche. Etwa 100 Seen in Niedersachsen sind durch Aufstauungen entstanden, also Stauseen und Talsperren (sehr viele davon im Harz, wie die Oberharzer Teiche) sowie einige andere Becken und größere Fischteiche. Die etwa 50 künstlichen Binnenseen, die hier nicht näher aufgeschlüsselt werden konnten, sind größtenteils Baggerseen. Die Zahl der mit Namen versehenen Baggerseen in Niedersachsen liegt folglich etwa 160–180 (40–45 % aller benannten Seen in Niedersachsen). 200 Seen in Niedersachsen sind keine Baggerseen.
In etlichen Landkreisen im Flachland sind etwa 90 % der Baggerseen unbenannt und tauchen daher in dieser Liste nicht auf. Das bedeutet, dass die tatsächliche Zahl der Binnenseen in Niedersachsen zwischen 1000 und 2000 liegen dürfte, der Anteil der Baggerseen entsprechend bei 80–90 %.

## Badeseen

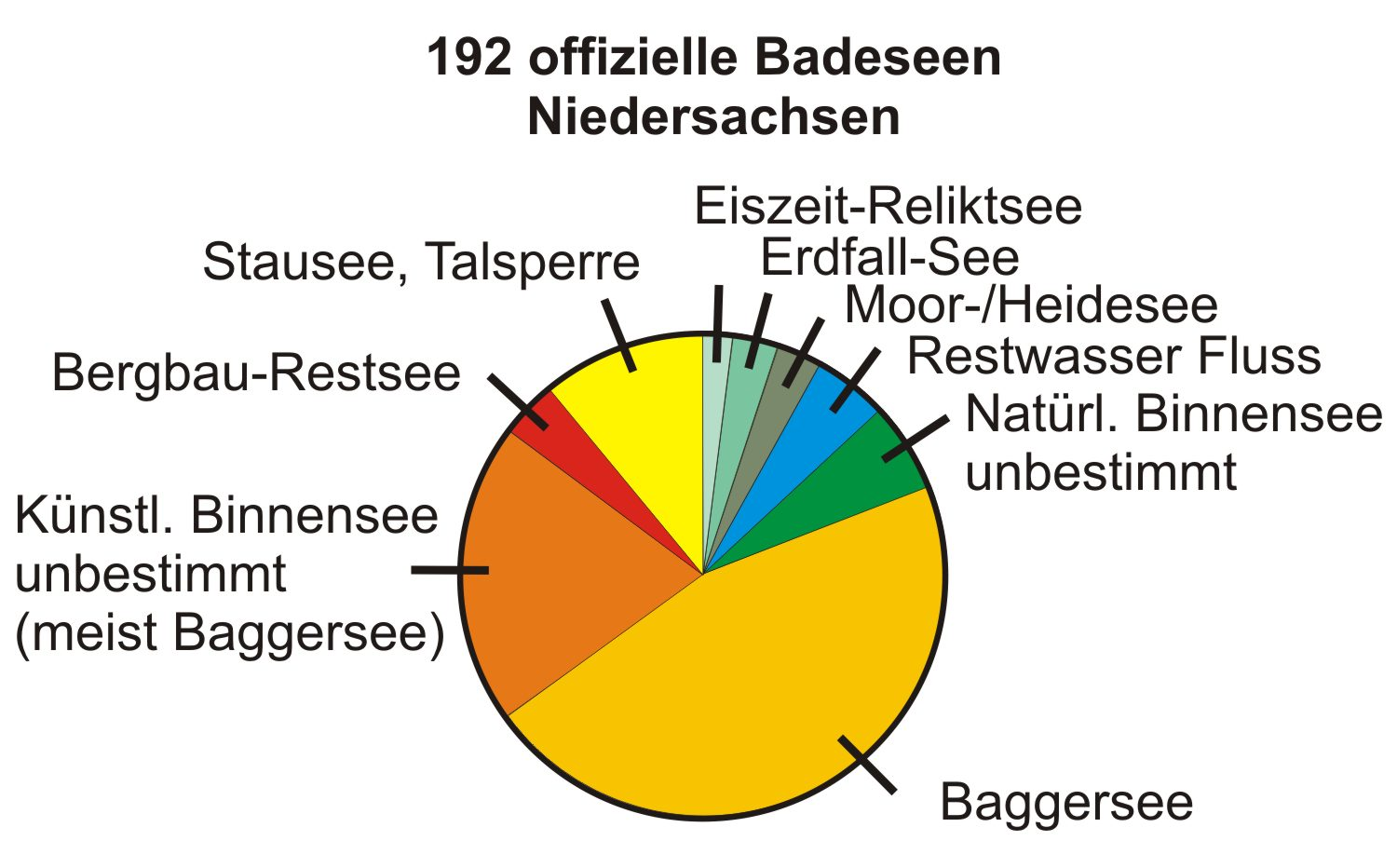
Badeseen in Niedersachsen, statistische Auswertung (2014)

Der Badegewässer-Atlas Niedersachsen führt (Stand 2014) 216 nach der EU-Badegewässerrichtlinie überwachte offizielle Badestellen an Binnenseen auf (hinzu kommen im Atlas 60 weitere Badestellen an Küsten und Flüssen). Etliche Seen sind dort mit mehreren Badestellen aufgeführt. Insgesamt werden 192 Badeseen überwacht, von denen 19 % natürlichen und 81 % künstlichen Ursprungs sind. Etwa zwei Drittel der Badeseen in Niedersachsen sind Baggerseen.
Seen, an denen das Badegastaufkommen niedrig ist, gelten nicht als Badesee im Sinne der EU-Richtlinie und werden nicht überwacht. Eine Besonderheit in Niedersachsen sind Seen, die nach der EU-Definition aufgrund ihrer hohen Badegastzahlen eindeutig als Badeseen zu klassifizieren sind, an denen jedoch offiziell das Baden nicht erlaubt wurde und die daher auch nicht überwacht werden. Die EU-Richtlinie enthält einen Passus, wonach ein See dann ein Badesee ist, wenn die zuständige Behörde vor Ort „weder ein dauerhaftes Badeverbot angeordnet hat noch auf Dauer vom Baden abrät“.
In der Praxis führt dies dazu, dass die lokalen Behörden sich durch Anordnen von offiziellen Verboten der Verpflichtung entziehen können, das Badegewässer im Sinne der EU-Richtlinie zu überwachen. Diese nur auf dem Papier bestehenden Verbote können an den oft stark frequentierten Badeseen jedoch nicht durchgesetzt werden.
In Niedersachsen ist der Gemeingebrauch (wozu auch das Baden gehört) nach dem Nds. Landeswassergesetz (NWG) nur in natürlichen fließenden Gewässern grundsätzlich erlaubt. In Hessen und in Sachsen-Anhalt ist dies ebenfalls so, während sich in den meisten Bundesländern der Gemeingebrauch grundsätzlich auch auf stehende Gewässer erstreckt.
Vorgenanntes Gesetz verweist für eine Zulassung des Gemeingebrauchs an stehenden Gewässern auf die Wasserbehörde (in den meisten Fällen der Landkreis), die das Baden zulassen kann. Dies ist an den 192 offiziell überwachten Badeseen der Fall. Die Zulassung gilt zudem als erteilt, wenn am 15. Juli 1960 der Gemeingebrauch ausgeübt wurde. Daher ist es vor allem für die Seen, an denen diese Zulassung nicht erteilt wurde, relevant zu dokumentieren, ob ein Baggersee bereits 1960 bestanden hatte. Ansonsten ist das Baden in einem niedersächsischen See bereits dann nicht erlaubt, wenn der Landkreis seit 1960 den Gemeingebrauch nicht ausdrücklich zugelassen hat.
Die Mehrheit der offiziell gemeldeten Badestellen liegen an privat bewirtschafteten Gewässerabschnitten, beispielsweise in Campingplatzanlagen.

## Liste von Seen
Folgende Tabelle enthält eine Auswahl aller Seen und Teiche in Niedersachsen einschließlich Talsperren, Stauseen und Stauteiche, unabhängig von der Art ihrer Entstehung:
| Name                                    | Stadt/Gemeinde/Landkreis                    | Fläche           | Kategorie                              | Zusatzinformationen = Offizieller und überwachter Badesee = Sanitäre Anlagen = Offizielles Badeverbot (nicht aus Naturschutzgründen) = Als Badesee genutzt, Baden offiziell verboten = Fahrgastschifffahrt wird angeboten = Naturschutzgebiet oder Vogelschutzgebiet                                                    |
| --------------------------------------- | ------------------------------------------- | ---------------- | -------------------------------------- | --- |
| Accumer See                             | Landkreis Friesland                         | 36,8 ha          | Baggersee                              | Nach 1970 im Zuge eines Autobahnbaus entstanden, Badeverbot 2005 wegen Blaualgen |
| Ahlder Pool                             | Landkreis Emsland                           | 5,5 ha           | Heideweiher                            | Naturschutzgebiet |
| Ahlftener Flatt                         | Landkreis Heidekreis                        |                  | Heideweiher                            | Gut erhaltener Heideweiher in einem 40 ha umfassenden Landschafts- und Wasserschutzgebiet |
| Ahrenrieder Teich                       | Braunschweig                                |                  | Binnensee                              | Kleiner Teich im Querumer Forst |
| Ahrenschulter See                       | Landkreis Lüneburg                          |                  | Altwasser der Elbe                     | |
| Reservebecken Alfhausen-Rieste          | Landkreis Osnabrück                         | 123 ha           | Talsperre                              | Hochwasserrückhaltebecken für das Einzugsgebiet der Hase, Naturschutzgebiet seit 1991 |
| Alfsee                                  | Landkreis Osnabrück                         | 220 ha           | Stausee                                | Badesee mit Aufsicht, vorgelagertes Reservebecken als Naturschutzgebiet |
| Allersee                                | Wolfsburg                                   | 29 ha            | Baggersee                              | 1970 als Naherholungsgebiet angelegter Badesee mit Aufsicht |
| Alte Weser (Dreye)                      | Landkreis Diepholz                          | 8,85 ha          | Altwasser der Weser                    | Badesee ohne Aufsicht und sanitäre Anlagen, mehrmals wurden Badeverbote wegen Blaualgen ausgesprochen, Angelgewässer |
| Alter Teich                             | Wolfsburg                                   | 5 ha             | Ziegelteich                            | Mehrere Jahrhunderte altes Gewässer, Naturdenkmal seit 1978 |
| Altluneberger See                       | Landkreis Cuxhaven                          | 0 ha             | Verlandeter See                        | Naturschutzgebiet seit 1988 |
| Altwarmbüchener See                     | Region Hannover                             | 48 ha            | Baggersee                              | Badesee mit Aufsicht, mit einer Insel als Vogelschutzgebiet |
| Alveser See                             | Landkreis Nienburg/Weser                    | 14 ha            | Altwasser der Weser                    | Badesee ohne Aufsicht, gelegentlich kommt es zu Belastungen durch Blaualgen |
| Annateich                               | Region Hannover                             | 7,7 ha           | Ziegelteich                            | 1936–1939 für einen öffentlichen Park stark erweiterte ehemalige Tongrube in Hannover |
| Apeler See                              | Landkreis Cuxhaven                          | 30 ha            | Natürlicher Binnensee                  | See in einem 96 ha großen Landschaftsschutzgebiet, als Bade- und Angelgewässer genutzt |
| Campingplatzbadesee Aschenbeck          | Landkreis Oldenburg                         |                  | Natürlicher Binnensee                  | Badesee ohne Badeaufsicht, zu einem Campingplatz gehörend, nicht öffentlich zugänglich |
| Aschenhütter Teich                      | Landkreis Göttingen                         | 0,4 ha           | Natürlicher Binnensee (Erdfall)        | Im Holozän entstandener See |
| Badesee Astederfeld                     | Landkreis Friesland                         |                  | Baggersee                              | Badesee ohne Aufsicht |
| Attersee (Osnabrück)                    | Osnabrück                                   | 6 ha             | Baggersee                              | Badesee mit Aufsicht, auf einem Camping- und Freizeitgelände |
| Auerhahnteich                           | Landkreis Goslar                            | 1,2 ha           | Stausee                                | Bergbauteich im Gebiet der Oberharzer Teiche, genutzt zur Trinkwassergewinnung |
| Auflandeteich Groß Bülten-Adenstedt     | Landkreis Peine                             | ca. 50 ha        | Baggersee                              | Naturschutzgebiet, ursprünglich nach 1920 entstandene Gruppe von Auffang- und Absetzbecken für schlammiges Eisenerzgrubenwasser |
| Backenberger See                        | Landkreis Göttingen                         |                  | Steinbruch                             | Mit Wasser gefüllte Basaltabbau-Grube auf einem erloschenen Vulkan |
| Balksee                                 | Landkreis Cuxhaven                          | 132 ha           | Eiszeitlicher Reliktsee                | Geestrandsee, Naturschutzgebiet seit 1974 |
| Bansmeer                                | Emden                                       | 24 ha            | Natürlicher Binnensee                  | Naturschutzgebiet seit 1975, weitgehend naturnah, nur an einer Stelle bis 17 m tief ausgebaggert |
| Banter See                              | Wilhelmshaven                               | 104 ha           | Ehemaliges Hafenbecken                 | Tideunabhängiger Badesee mit Freizeitanlagen, zeitweilige Aufsicht, gelegentlich Probleme mit Blaualgen |
| Bärenbrucher Teich                      | Landkreis Goslar                            | 5,6 ha           | Talsperre                              | Bergbauteich im Gebiet der Oberharzer Teiche |
| Barger Meer                             | Landkreis Leer                              | 3 ha             | Baggersee                              | Naturschutzgebiet seit 1941, zwei weitere Baggerseen unmittelbar daneben |
| Barghauser See                          | Wilhelmshaven                               | 14 ha            | Baggersee                              | Landschaftsschutzgebiet |
| Barumer See                             | Landkreis Lüneburg                          | 14 ha            | Seeartige Flusserweiterung der Neetze  | Badesee ohne Aufsicht, mit Freizeitanlagen |
| Beberteich                              | Landkreis Göttingen                         | 0,5 ha           | Natürlicher Binnensee (Erdfall)        | Durch Erdfall entstandener See |
| Bederkesaer See                         | Landkreis Cuxhaven                          | 215 ha           | Moorsee                                | Ein Fünftel im östlichen Teil Naturschutzgebiet |
| Berenbosteler See                       | Region Hannover                             |                  | Ziegelteich                            | Ehemalige Tongrube einer Ziegelei in Garbsen, in einem Naherholungsgebiet |
| Bergsee (Delliehausen)                  | Landkreis Northeim                          | 0,2 ha           | Braunkohletagebau-Restsee              | Naturdenkmal mit Bademöglichkeit, ohne Badeaufsicht |
| Bernsteinsee                            | Sassenburg                                  | 9,5 ha           | Baggersee                              | 1971 geschaffener Badesee in einem Ferien- und Naherholungsgebiet, keine Badeaufsicht |
| Bernsteinsee (Wiefelstede)              | Landkreis Ammerland                         | 12 ha            | Baggersee                              | Badesee mit Aufsicht, in einem Naherholungsgebiet |
| Kiessee Berum                           | Landkreis Aurich                            | 8 ha             | Baggersee                              | Badesee ohne Aufsicht, in einem Kurpark |
| Badesee Bettmar                         | Landkreis Peine                             |                  | Ziegelteich                            | Badesee mit Aufsicht, 1/10 der Seefläche wird als Naturfreibad genutzt, 50-m-Bahn und Sprungturm |
| Bienroder See                           | Braunschweig                                | 20 ha            | Baggersee                              | Badesee mit sanitären Anlagen und geregelter Abfallentsorgung, Baden offiziell verboten, im Sommer dennoch reger Badebetrieb, auch als Angelgewässer genutzt |
| Bierder See                             | Landkreis Heidekreis                        |                  | Altwasser der Aller                    | See bei Bierde (Böhme) an einem Altarm der Aller |
| Badesee Campingplatz Marina Bingum      | Landkreis Leer                              | 3,6 ha           | Künstlicher Binnensee                  | Badesee ohne Aufsicht, am Rande eines Campingplatzes |
| Birkensee (Laatzen)                     | Region Hannover                             |                  | Baggersee                              | Badesee in einem Landschaftsschutzgebiet, ohne Aufsicht, zu einem Campingplatz gehörend, kostenpflichtiger Zugang für Tagesgäste |
| Birkensee (Naturschutzgebiet)           | Landkreis Heidekreis                        |                  | Moorsee                                | Naturschutzgebiet |
| Blankenburger See                       | Oldenburg                                   | 19 ha            | Baggersee                              | Naturschutzgebiet mit Badebetrieb an einer Stelle, mit Badeaufsicht |
| Blaue Lagune (Twist)                    | Landkreis Emsland                           |                  | Baggersee                              | Badesee ohne Aufsicht |
| Blauer See                              | Garbsen                                     | 10 ha            | Baggersee                              | Badesee mit Aufsicht bei Badewetter, und Freizeitanlagen, in einem Landschaftsschutzgebiet |
| Blauer See                              | Lehrte                                      |                  |                                        | |
| Blauer See (Lünne)                      | Landkreis Emsland                           | 5 ha             | Ziegelteich                            | Ehemalige Tonkuhle, Badesee ohne Aufsicht, mit Café-Restaurant und Grillplatz |
| Blauer See                              | Hannover                                    | 2 ha             | Baggersee                              | Nach 1901 entstandener Kiessee in einem Naherholungsgebiet |
| Blender See                             | Landkreis Verden                            | 6,3 ha           | Altwasser der Weser                    | Badesee ohne Aufsicht, mit gekennzeichnetem Nichtschwimmerbereich, Wasserschutzgebiet |
| Seenparkgelände Blexersande             | Landkreis Wesermarsch                       |                  | Baggerseen                             | Drei durch Sandabbau entstandene Teiche, mit einer Badestelle ohne Aufsicht |
| Bockhorster Freizeitsee                 | Landkreis Emsland                           | 28 ha            | Binnensee                              | Freizeitsee mit Angelmöglichkeit und Ferienhäusern |
| Boekzeteler Meer                        | Landkreis Aurich                            | 13 ha            | Moorsee                                | Niedermoorsee, Naturschutzgebiet |
| Bollwerder See                          | Landkreis Nienburg                          | 3 ha             | Baggersee                              | Badesee mit 0,5 ha großem Naturfreibad, mit Aufsicht |
| Bordenauer See                          | Region Hannover                             | 5 ha             | Baggersee                              | Badesee ohne Aufsicht (als Kiesteich Bordenau bezeichnet), Angelgewässer |
| Großer Bornhorster See                  | Oldenburg                                   | 48 ha            | Baggersee                              | Rückhaltebecken, kein Badesee |
| Kleiner Bornhorster See                 | Oldenburg                                   | 20 ha            | Baggersee                              | Badesee mit Aufsicht |
| Baggersee Borsumer Straße               | Landkreis Emsland                           |                  | Baggersee                              | Naturnaher Badesee in Neurhede, ohne Aufsicht, gemeldet als „Natursee an der Borsumer Straße“ |
| Böttcher Moor                           | Landkreis Diepholz                          | 1,2 ha           | Moorsee                                | Weitgehend verlandet, seit Mitte der 1970er Jahre kein Badesee mehr |
| Brammer See                             | Landkreis Verden                            | 1 ha             | Binnensee                              | Naturnaher See in der Gemeinde Kirchlinteln |
| Breites Wasser                          | Landkreis Osterholz                         |                  | Moorsee                                | Naturschutzgebiet |
| Brinkumer See                           | Landkreis Diepholz                          | 6,5 ha           | Baggersee                              | Hauptsächlich als Angelgewässer genutzt |
| Brögberner Teiche – Baccumer Bruch      | Landkreis Emsland                           | 27,2 und 11,8 ha | Künstliche Binnenseen                  | 1995 durch Wiedervernässung entstanden, Rekultivierungsprojekt |
| Natursee Brual                          | Landkreis Emsland                           |                  | Natürlicher Binnensee                  | Naturnaher Badesee ohne Aufsicht |
| Bruchsee                                | Landkreis Hildesheim                        | 9,6 ha           | Braunkohletagebau-Restsee              | Angelgewässer und inoffizieller Badesee im Gebiet der Duinger Seenplatte |
| Bullenkuhle                             | Landkreis Gifhorn                           | 0,1 ha           | Natürlicher Binnensee (Erdfall)        | Naturschutzgebiet |
| Bullensee (Dreeßel)                     | Landkreis Rotenburg (Wümme)                 | 0,2 ha           | Binnensee                              | Sehr kleiner See bei Dreeßel, 7 km westlich von Visselhövede |
| Bullensee (Kirchtimke)                  | Landkreis Rotenburg (Wümme)                 | 32,0 ha          | Moorsee                                | Hochmoorsee, Naturschutzgebiet seit 1937, See verlandet vom Westufer her zunehmend, bei Kirchtimke |
| Großer Bullensee                        | Landkreis Rotenburg (Wümme)                 | 10 ha            | Eiszeitlicher Reliktsee                | Gletscherrelikt, Badesee mit DLRG-Rettungsstation, missverständlich gemeldet als „Bullensee“, bei Kirchwalsede |
| Kleiner Bullensee                       | Landkreis Rotenburg (Wümme)                 | 3,8 ha           | Eiszeitlicher Reliktsee                | Gletscherrelikt, Naturschutzgebiet seit 2009, bei Kirchwalsede |
| Bullenteich                             | Braunschweig                                |                  | Natürlicher Binnensee (Erdfall)        | Mit Grundwasser gefüllter Erdfall in einem Urstromtal der Oker ohne Zu- und Abflüsse, Lebensraum seltener Tier- und Pflanzenarten, als Naturdenkmal geschützt seit 1987 |
| Bülter See                              | Landkreis Cuxhaven                          | 25 ha            | Moorsee                                | Hochmoorsee, Naturschutzgebiet seit 1982 |
| Carler Teich                            | Landkreis Goslar                            |                  | Stausee                                | Bergbauteich im Gebiet der Oberharzer Teiche |
| Charlottensee                           | Landkreis Osnabrück                         | 1,55 ha          | Künstlicher Binnensee                  | 1933 angelegt, bei einem Schloss |
| Cluvenhagener See                       | Landkreis Verden                            | 3 ha             | Baggersee                              | Badesee, nicht offiziell genehmigt |
| Dahlemer See                            | Landkreis Cuxhaven                          | 110 ha           | Moorsee                                | Niedermoorsee, Naturschutzgebiet |
| Dammer Bergsee                          | Landkreis Vechta                            | 105 ha           | Absetzbecken                           | Naturschutzgebiet, entstand 1952 als Klärteich im Eisenerzabbau |
| Dankernsee                              | Landkreis Emsland                           | 40 ha            | Baggersee                              | Badesee ohne Aufsicht, in einer Freizeitanlage |
| Darnsee                                 | Landkreis Osnabrück                         | 8 ha             | Natürlicher Binnensee (Erdfall)        | Naturschutzgebiet, im Osten mit Badestelle, mit Aufsicht |
| Dianasee (Emstek)                       | Landkreis Cloppenburg                       |                  | Binnensee                              | Kleiner Waldsee in einem Staatsforst |
| Delmegrundsee                           | Delmenhorst                                 | 3,5 ha           | Baggersee                              | 1936 entstandener See auf einem ehemaligen Militärstützpunkt, heute als Angelgewässer genutzt |
| Diepholzer Baggersee                    | Landkreis Diepholz                          | 6 ha             | Baggersee                              | Von einem Angelverein gepachtetes Angelgewässer mit Badeverbot, im Sommer dennoch Badebetrieb, auch für Modellbauschiffe genutzt, häufig Probleme mit Müll und nächtlicher Unruhe |
| Die Rolle (Nienburg)                    | Landkreis Nienburg/Weser                    | 28 ha            | Natürlicher Binnensee                  | Naturbadesee ohne Aufsicht, stehendes Nebengewässer der Weser, teilweise Naturschutzgebiet, Angeln eingeschränkt |
| Großer Döhrener Teich                   | Region Hannover                             | 13 ha            | Baggersee                              | See im Gebiet der Ricklinger Kiesteiche, hauptsächlich als Angelgewässer genutzt |
| Doktorsee                               | Landkreis Schaumburg, Kreis Minden-Lübbecke | 76 ha            | Baggersee                              | Badesee, eigentlich zwei getrennte Seen, in einem Freizeit- und Campingpark |
| Dowesee                                 | Braunschweig                                |                  | Natürlicher Binnensee (Erdfall)        | Mit Grundwasser gefüllter Erdfall in einem Urstromtal der Oker ohne Zu- und Abflüsse, umgeben von der Parkanlage des Schul- und Bürgergartens |
| Dreiecksteich                           | Region Hannover                             | 4,5 ha           | Baggersee                              | Badesee ohne Aufsicht, im Gebiet der Ricklinger Kiesteiche |
| Badesee Driefeler Esch                  | Landkreis Friesland                         | 7,4 ha           | Baggersee                              | Badesee mit Aufsicht, gemeldet als „Freibad Driefeler Esch“, auch Angeln möglich |
| Drielaker See                           | Oldenburg                                   | 10,4 ha          | Baggersee                              | Nach 1980 im Zuge eines Autobahnbaus entstandener See in einem Naherholungsgebiet, hauptsächlich als Angelgewässer genutzt |
| Badeseen Ammerland-Oasen, Dringenburg   | Landkreis Ammerland                         |                  | Baggersee                              | 1970 entstandener Badesee ohne Aufsicht, nicht öffentlich zugänglich |
| Dümmer                                  | Landkreis Diepholz / Landkreis Vechta       | 13,5 km²         | Eiszeitlicher Reliktsee                | Zweitgrößter Binnensee Niedersachsens, Teile als Naturschutzgebiet, mit mehreren Badestellen und touristischen Angeboten |
| Düshorner See                           | Landkreis Heidekreis                        | 3,8 ha           | Baggersee                              | Badesee mit seit 1966 betriebenem Strandbad, mit Aufsicht, Badegewässer gemeldet als „Strandbad Düshorn“, seit 2004 von einem Verein unterstützt, mit Gaststätte |
| Eckertalsperre                          | Landkreis Goslar                            | 68 ha            | Talsperre                              | 1942 angelegter Stausee zur Trinkwasserversorgung |
| Oberer Einersberger Teich               | Landkreis Goslar                            | 4 ha             | Talsperre                              | Bergbauteich im Gebiet der Oberharzer Teiche, Angelgewässer mit einer Badestelle |
| Mittlerer Einersberger Teich            | Landkreis Goslar                            | 0,8 ha           | Stausee                                | Bergbauteich im Gebiet der Oberharzer Teiche, unter Schutz |
| Unterer Einersberger Teich              | Landkreis Goslar                            | 0,001 ha         | Stausee-Restgewässer                   | 1820 nach Dammbruch aufgegebener Bergbauteich im Gebiet der Oberharzer Teiche, Restgewässer mit Bedeutung als Feuchtbiotop |
| Eixer See                               | Landkreis Peine                             | 18 ha            | Baggersee                              | Badesee mit DLRG-Wachstation und Freizeitanlagen, zu einem Naherholungsgebiet ausgebaut |
| Entenfang (bei Giesen)                  | Landkreis Hildesheim                        | 18,5 ha (NSG)    | Senken mit Teichen                     | Naturschutzgebiet seit 1990, Teiche mit Verlandungszonen |
| Entensumpf                              | Landkreis Goslar                            |                  | Stausee                                | Ehemaliger Bergbauteich im Gebiet der Oberharzer Teiche |
| Ententeich (Duingen)                    | Landkreis Hameln-Pyrmont                    | 2,9 ha           | Braunkohletagebau-Restsee              | See im Gebiet der Duinger Seenplatte |
| Erikasee (Emsland)                      | Landkreis Emsland                           | 4 ha             | Natürlicher Binnensee                  | Badesee ohne Aufsicht, Angelmöglichkeiten mit Tageskarte |
| Erikasee Wilsche                        | Gifhorn                                     | 3,8 ha           | Baggersee                              | Badesee ohne Aufsicht, am Rand eines Campingplatzes |
| Erüsee                                  | Landkreis Diepholz                          |                  | Natürlicher Binnensee                  | Badesee ohne Aufsicht, zu einem Campingplatz gehörend, nicht öffentlich zugänglich, 2010 temporäres Badeverbot wegen Blaualgen |
| Pumpspeicherkraftwerk Erzhausen         | Landkreis Northeim                          |                  | Pumpspeicherkraftwerk                  | 1963 in Betrieb genommenes Pumpspeicherwerk mit Ober- und Unterbecken |
| Oberer Eschenbacher Teich               | Landkreis Goslar                            | 1,6 ha           | Stausee                                | Bergbauteich im Gebiet der Oberharzer Teiche |
| Unterer Eschenbacher Teich              | Landkreis Goslar                            |                  | Talsperre                              | Bergbauteich im Gebiet der Oberharzer Teiche |
| Eselsteich                              | Landkreis Northeim                          | < 1 ha           | Künstlicher Teich                      | Angelegt im Mittelalter, heute Libellenbiotop |
| Esseler Badesee                         | Landkreis Heidekreis                        |                  | Baggersee                              | 2004 entstanden, Badesee ohne Aufsicht, mit sanitären Einrichtungen in der Saison |
| Eulenspiegler Teich                     | Landkreis Goslar                            |                  | Stausee                                | Bergbauteich im Gebiet der Oberharzer Teiche |
| Ewiges Meer                             | Landkreis Aurich, Landkreis Wittmund        | 91 ha            | Moorsee                                | Moorauge (Hochmoorsee), Naturschutzgebiet |
| Falkensteinsee                          | Landkreis Oldenburg                         | 2,3 ha           | Natürlicher Binnensee                  | Badesee ohne Aufsicht, mit abgegrenztem Nichtschwimmerbereich und Campingplatz |
| Fehlingsbleck                           | Landkreis Lüneburg                          |                  | Baggersee                              | Naturschutzgebiet seit 1974 |
| Feldungelsee                            | Landkreis Osnabrück                         | 2 ha             | Natürlicher Binnensee (Erdfall)        | Naturschutzgebiet seit 1932 |
| Flaarsee                                | Landkreis Emsland                           |                  | Binnensee                              | Binnensee in einem Landschaftsschutzgebiet |
| Oberer Flambacher Teich                 | Landkreis Goslar                            |                  | Talsperre                              | Bergbauteich im Gebiet der Oberharzer Teiche |
| Unterer Flambacher Teich                | Landkreis Goslar                            |                  | Stausee                                | Bergbauteich im Gebiet der Oberharzer Teiche |
| Fleinsee                                | Landkreis Cuxhaven                          | 0 ha             | Verlandeter See                        | Naturschutzgebiet seit 1988 |
| Flögelner See                           | Landkreis Cuxhaven                          | 155 ha           | Moorsee                                | Natürlicher See mit Badebetrieb ohne Aufsicht, mit angrenzenden Naturschutzgebieten |
| Oberer Flößteich                        | Landkreis Goslar                            |                  | Stausee                                | Bergbauteich im Gebiet der Oberharzer Teiche |
| Unterer Flößteich                       | Landkreis Goslar                            |                  | Stausee                                | Bergbauteich im Gebiet der Oberharzer Teiche |
| Fortuner Teich                          | Landkreis Goslar                            |                  | Talsperre                              | Bergbauteich im Gebiet der Oberharzer Teiche |
| Franzsee                                | Region Hannover                             | 0,6 ha           | Stausee                                | Badesee seit 1934, mit Aufsicht, kostenpflichtiger Zugang |
| Frauenmeer                              | Landkreis Aurich                            | 0,9 ha           | Eiszeitlicher Reliktsee                | Vor 15.000 Jahren entstandene Pingo-Ruine; Fläche inkl. noch erkennbarer Verlandungszone: 2 ha |
| Badesee Fredenbeck                      | Landkreis Stade                             |                  | Künstlicher Binnensee                  | Badesee mit Aufsicht |
| Friedheimer See                         | Landkreis Cuxhaven                          |                  | Binnensee                              | 1938 unter Naturschutz gestellter See bei Schiffdorf |
| Fümmelsee                               | Wolfenbüttel                                | 1,3 ha           | Künstlicher Binnensee                  | Badesee ohne Aufsicht, als Naturfreibad betrieben seit 1924 |
| Gartower See                            | Landkreis Lüchow-Dannenberg                 | 57 ha            | Künstlicher Binnensee                  | Badesee, nach 1970 als Freizeitgewässer angelegt |
| Galgenmoorsee                           | Landkreis Cloppenburg                       | 2,5 ha           | Eiszeitlicher Reliktsee                | Durch eiszeitliche Wirbelwinde entstanden, nach 1984 ausgebaggert, als Badesee genutzt |
| Speicherbecken Geeste                   | Landkreis Emsland                           | 180 ha           | Stausee                                | Nach 1980 erbauter Stausee als Kühlwasserbecken für Kernkraftwerk, genutzt als Badesee mit Freizeiteinrichtungen, daneben ein 50 ha großes Feuchtbiotop |
| Gevattersee                             | Landkreis Schaumburg                        |                  | Baggersee                              | Gruppe von zwei Kiesseen bei Bückeburg, an der Grenze zu Nordrhein-Westfalen. Zum Surfen und Angeln genutzt, seit 2010 wegen massiven Müllproblemen kein Badesee mehr |
| Giftener See                            | Landkreis Hildesheim                        |                  | Künstlicher Binnensee                  | Badesee ohne Aufsicht, in einem Naherholungsgebiet |
| Kiessee Glissen                         | Landkreis Nienburg/Weser                    | 6 ha             | Baggersee                              | Badesee seit 2009, ohne Aufsicht |
| Goldbergsee                             | Landkreis Osterholz                         | 3,9 ha           | Baggersee                              | Badesee der Ohlenstedter Quellseen, mit DLRG-Station und Restaurant, Zugang gebührenpflichtig |
| Göttinger Kiessee                       | Göttingen                                   | 15 ha            | Baggersee                              | Kiessee in einem Erholungsgebiet mit Freizeitanlagen und hoher Nutzungsintensität, kein Badesee, schwere Probleme mit Eutrophierung, Blaualgen, 2004 wurde ein Fischsterben beobachtet |
| Granetalsperre                          | Landkreis Goslar                            | 219 ha           | Talsperre                              | 1969 angelegter Stausee zur Trinkwasserversorgung und Wasserregulierung, Wassersport verboten |
| Großer See (Amt Neuhaus)                | Landkreis Lüneburg                          | 11 ha            | Altwasser der Elbe                     | schmal-langgestreckte Form (bei 1,7 km Länge nur max. 90 m breit) |
| Großes Meer (Südbrookmerland)           | Landkreis Aurich                            | 2,89 km²         | Moorsee                                | Niedermoorsee, Südteil Naturschutzgebiet seit 1974, Nordteil Badesee mit Freizeit- und Erholungsgebiet, See darf nicht mit Motorbooten befahren werden |
| Großes Engelsmeer                       | Landkreis Ammerland                         |                  | Moorsee                                | Naturschutzgebiet seit 1938 |
| Badesee Großheide                       | Landkreis Aurich                            | 4,5 ha           | Baggersee                              | Badesee ohne Aufsicht, Nichtschwimmerbereich durch Schwimmleinen markiert, mit mobilen Toilettenhäuschen, überwacht als Freizeitanlage Doornkaatsweg |
| Badesee Großsander                      | Landkreis Leer                              | 16 ha            | Baggersee                              | 1989 entstandener Badesee mit DLRG-Betreuung und Freizeiteinrichtungen |
| Badesee Grotegaste                      | Landkreis Leer                              | 7 ha             | Baggersee                              | Badesee ohne Aufsicht, zur Hälfte umschlossen von einem Campingplatz, Badezone mit Schwimmleine abgegrenzt |
| Oberer Grumbacher Teich                 | Landkreis Goslar                            |                  | Talsperre                              | Badesee im Gebiet der Oberharzer Teiche, mit Campingplatz und Hotel am Südostufer |
| Mittlerer Grumbacher Teich              | Landkreis Goslar                            |                  | Stausee                                | Bergbauteich im Gebiet der Oberharzer Teiche |
| Unterer Grumbacher Teich                | Landkreis Goslar                            | ca. 2 ha         | Stausee                                | Bergbauteich im Gebiet der Oberharzer Teiche |
| Neuer Grumbacher Teich                  | Landkreis Goslar                            |                  | Talsperre                              | Bergbauteich im Gebiet der Oberharzer Teiche |
| Grundloser See                          | Landkreis Heidekreis                        | 4,7 ha           | Moorsee                                | Ursprünglich fast verlandeter eiszeitlicher Restsee, Hochmoorsee mit Zugang und Badestelle, Naturschutzgebiet seit 1990 |
| Grüner Grenzlandsee                     | Landkreis Grafschaft Bentheim               | 7 ha             | Baggersee                              | Seit 2012 an eine Tauchschule verpachtet |
| Grüner See (Niedersachsen)              | Landkreis Osnabrück                         | 0,1 ha           | Steinbruch                             | Nach 1930 im Zuge eines Steinbruchs entstanden, sehr kalt |
| Gudendorfer See                         | Landkreis Cuxhaven                          | ca. 25 ha        | Baggersee                              | 500 × 600 m großer See bei Altenwalde |
| Gümser See                              | Landkreis Lüchow-Dannenberg                 | 17 ha            | Altwasser der Elbe                     | |
| Haderbacher Teich                       | Landkreis Goslar                            |                  | Talsperre                              | Bergbauteich im Gebiet der Oberharzer Teiche |
| Oberer Hahnebalzer Teich                | Landkreis Goslar                            |                  | Stausee                                | Bergbauteich im Gebiet der Oberharzer Teiche |
| Unterer Hahnebalzer Teich               | Landkreis Goslar                            |                  | Stausee                                | Bergbauteich im Gebiet der Oberharzer Teiche |
| Halemer See                             | Landkreis Cuxhaven                          | 80 ha            | Moorsee                                | Naturschutzgebiet |
| Halener Badesee                         | Landkreis Cloppenburg                       | 11 ha            | Baggersee                              | Badesee mit DLRG-Wachstation |
| Hämelsee                                | Landkreis Nienburg                          | 5,7 ha           | Natürlicher Binnensee (Erdfall)        | See mit Badestellen ohne Aufsicht, an einem Campingplatz, immer wieder treten Belastungen durch Blaualgen auf |
| Hammersee (Juist)                       | Landkreis Aurich                            | 17,3 ha          | Sturmflut-Restwasser                   | Naturdenkmal, 1932 bei einer Sturmflut entstanden, Wasser floss nicht mehr ab, See verlandet seitdem langsam |
| Hardausee                               | Landkreis Uelzen                            | 8 ha             | Talsperre                              | 1971 als Freizeitsee angelegt, Badesee ohne Aufsicht, mit Kiosk und Campingplatz |
| Hartensbergsee                          | Landkreis Vechta                            | 7 ha             | Künstlicher Binnensee                  | Eingezäunter Badesee mit Eintritt, ohne Aufsicht, Teil eines Erholungsparks |
| Badesee Campingplatz Haselünne          | Landkreis Emsland                           |                  | Künstlicher Binnensee                  | Badesee ohne Aufsicht, bei einem Campingplatz in einem Naturschutzgebiet |
| Hasenbacher Teich                       | Landkreis Goslar                            |                  | Talsperre                              | Bergbauteich im Gebiet der Oberharzer Teiche |
| Hasselkampsee                           | Landkreis Peine                             | 26 ha            | Baggersee                              | Das Gewässer wird als Angelsportgelände genutzt |
| Oberer Hausherzberger Teich             | Landkreis Goslar                            |                  | Talsperre                              | Freizeitteich und Waldseebad im Gebiet der Oberharzer Teiche, mit Aufsicht und abgegrenztem Nichtschwimmerbereich |
| Unterer Hausherzberger Teich            | Landkreis Goslar                            |                  | Talsperre                              | Bergbauteich im Gebiet der Oberharzer Teiche |
| Heeder See                              | Landkreis Emsland                           | 12,3 ha          | Baggersee                              | Badesee mit einer Wasserskianlage |
| Heerter See                             | Salzgitter                                  | 120–160 ha       | Absetzbecken                           | 1953–1976 als Klärteich genutzt, heute Naturschutzgebiet |
| Heidbergsee                             | Braunschweig                                | 15 ha            | Baggersee                              | Seit 1970 als Badesee genutzt, nach 2000 zu Erholungszwecken umgestaltet |
| Heidesee (Gifhorn)                      | Landkreis Gifhorn                           |                  | Eiszeitlicher Reliktsee                | Erholungsgebiet mit Tretbootverleih, nicht als Badesee genutzt |
| Heidesee (Holdorf)                      | Landkreis Vechta                            | 10 ha            | Baggersee                              | Badesee mit DLRG-Wachstation und Freizeit- und Erholungseinrichtungen |
| Heidesee (Müden)                        | Landkreis Celle                             |                  | Künstlicher Binnensee                  | 1974 angelegter See in einem Naherholungsgebiet in Müden (Örtze) |
| Heidesee (Oberohe)                      | Landkreis Celle                             | 1,6 ha           | Baggersee                              | Badesee mit Campingplatz, Südbereich für Angler abgetrennt |
| Kiesabgrabung Heinsen                   | Landkreis Holzminden                        |                  | Baggersee                              | Kiesabbau 1965–1975, durch eine Rinne mit der Weser verbunden, seit 1992 für Naturschutzzwecke genutzt |
| Kiessee Heisede                         | Landkreis Hildesheim                        |                  | Baggersee                              | Badesee ohne Aufsicht, mit Kiosk |
| Helenensee (Großenkneten)               | Landkreis Oldenburg                         |                  | Künstlicher Binnensee (Fischteich)     | Angelegt zur Fischzucht, später als Badesee genutzt, ab Juni 2014 Badeverbot wegen Blaualgen |
| Helenensee (Rinteln)                    | Landkreis Schaumburg                        | 6,5 ha           | Baggersee                              | Badesee ohne Aufsicht, im Überschwemmungsgebiet der Weser |
| Strandbadsee Hemmingen                  | Region Hannover                             | 4 ha             | Baggersee                              | Badesee mit Aufsicht, privat betrieben, im Gebiet der Ricklinger Kiesteiche |
| Großer Hemminger Teich                  | Region Hannover                             | 9 ha             | Baggersee                              | See im Gebiet der Ricklinger Kiesteiche, hauptsächlich als Angelgewässer genutzt |
| Heidestrandbad Hemmoor                  | Landkreis Cuxhaven                          |                  | Ziegelteich                            | Nach 1920 aus einer Tongrube entstandener Badesee, mit Aufsicht |
| Hengemühlensee                          | Landkreis Emsland                           | 16 ha            | Baggersee                              | Badesee in einem Naherholungsgebiet, überwacht unter dem Namen „Baggersee Holsterfeldstraße“ |
| Herzberger Teich                        | Landkreis Goslar                            |                  | Talsperre                              | Bergbauteich im Gebiet der Oberharzer Teiche |
| Herzogsee                               | Landkreis Emsland                           |                  | Künstlicher Binnensee                  | Badesee ohne Aufsicht, mit Kiosk |
| Heyesee                                 | Landkreis Nienburg/Weser                    |                  | Baggersee                              | Kiessee der Firma Heye Glas bei Husum (bei Nienburg), Baden und Tauchen geduldet |
| Hilfe-Gottes-Teich                      | Landkreis Goslar                            |                  | Stausee                                | Bergbauteich im Gebiet der Oberharzer Teiche |
| Hirschler Teich                         | Landkreis Goslar                            |                  | Talsperre                              | Bergbauteich im Gebiet der Oberharzer Teiche |
| Hitzacker See                           | Landkreis Lüchow-Dannenberg                 | 20 ha            | Seeartige Flusserweiterung der Jeetzel | Binnensee nahe der Elbe, der von der Jeetzel durchflossen wird |
| Badesee Hodenhagen                      | Landkreis Heidekreis                        |                  | Künstlicher Binnensee                  | 1985 als Badesee angelegt, ohne Aufsicht |
| Hohenbökener See                        | Landkreis Oldenburg                         | 5,48 ha          | Natürlicher Binnensee                  | Badesee mit DLRG-Aufsicht am Wochenende |
| Hohnhorstsee                            | Region Hannover                             | 4,6 ha           | Baggersee                              | Vor 1940 entstandener Kiessee und zunächst als Badesee genutzt, heute Naherholungsgebiet mit Freizeitmöglichkeiten wie Rudern, Tretbootfahren und Eislaufen |
| Hohnsensee                              | Hildesheim                                  | 9,5 ha           | Baggersee                              | 1966 entstandener Kiessee, nach 1975 als Badesee genutzt, in einem Naherholungsgebiet |
| Hollener See                            | Landkreis Cloppenburg                       | 9,5 ha           | Künstlicher Binnensee                  | Badesee mit Aufsicht, und Kiosk |
| Badeteich Holm-Seppensen                | Landkreis Harburg                           | 0,17 ha          | Künstlicher Binnensee                  | Zu einem Campingplatz gehörender Badesee, zeitweilig mit Aufsicht, abgegrenzter Nichtschwimmerbereich. 2014 wurde vermehrt Algenwachstum festgestellt |
| Badesee Holtgaste                       | Landkreis Leer                              |                  | Baggersee                              | Badesee mit DLRG-Aufsicht in einem Naherholungsgebiet, daneben mit einem Damm abgetrennt ein See unter Naturschutz mit Bade- und Angelverbot |
| Horstsee (Stade)                        | Stade                                       | 3,75 ha          | Ziegelteich                            | Entstanden 1854, als Lehmkuhle für eine Ziegelei bis 1921 in Betrieb, danach mit Wasser vollgelaufen |
| Hufeisensee (Hannover)                  | Region Hannover                             |                  | Künstlicher Binnensee                  | Badesee mit Aufsicht, in einem Park mit Freizeiteinrichtungen |
| Humboldtsee (Wallensen)                 | Landkreis Hameln-Pyrmont                    | 6 ha             | Braunkohletagebau-Restsee              | Badesee mit DLRG-Aufsicht und Campingplatz, See im Gebiet der Duinger Seenplatte |
| Hüttensee (Meißendorf)                  | Landkreis Celle                             | 12 ha            | Künstlicher Binnensee (Fischteich)     | Seenlandschaft in Winsen/Aller OT Meißendorf, im Gebiet Meißendorfer Teiche/Bannetzer Moor, 1967 aus mehreren Fischteichen geschaffen, darunter auch ein Badesee, ohne Aufsicht |
| Hüttenteich Altenau                     | Landkreis Goslar                            |                  | Stausee                                | Bergbauteich im Gebiet der Oberharzer Teiche |
| Hüttenteich (Lerbach)                   | Landkreis Göttingen                         | 0,5 ha           | Stausee                                | 1788 angelegter Bergbauteich für eine Eisenhütte |
| Hüttenteich (Zellerfeld)                | Landkreis Goslar                            |                  | Talsperre                              | Bergbauteich im Gebiet der Oberharzer Teiche |
| Huvenhoopssee                           | Landkreis Rotenburg (Wümme)                 | 4 ha             | Moorsee                                | Naturschutzgebiet |
| Idasee                                  | Landkreis Leer                              | 10 ha            | Baggersee                              | Badesee ohne Aufsicht, mit Freizeitanlagen |
| Ihler Meer                              | Landkreis Aurich                            | 3,5 ha           | Künstlicher Binnensee                  | Vor 1990 angelegter Badesee, nach 1990 als Freizeitanlage ausgebaut |
| Immenser Teich                          | Region Hannover                             | 11 ha            | Baggersee                              | Naturnaher See, teils unter Naturschutz, teils als Angelgewässer genutzt (Salmonidengewässer) |
| Innerstetalsperre                       | Landkreis Goslar                            | 139 ha           | Talsperre                              | 1966 erbaute Talsperre zur Trinkwasserversorgung, mit Badestellen |
| Inselsee (Lüneburg)                     | Landkreis Lüneburg                          |                  | Baggersee                              | 1974 eingerichteter Badesee, 2003 gesperrt, 2004 DLRG-Gebäude abgebrannt, 2005 Vereinsgründung und erneute Freigabe zum Baden, seit 2007 neues DLRG-Gebäude |
| Irenensee                               | Region Hannover                             |                  | Künstlicher Binnensee                  | Badesee ohne Aufsicht, in einer Campingplatzanlage |
| Itelteich                               | Landkreis Göttingen                         | 4,5 ha           | Künstlicher Binnensee (Fischteich)     | Von Mönchen zur Fischzucht angelegt, seit 1950 Naturschutzgebiet |
| Jägersbleeker Teich                     | Landkreis Goslar                            |                  | Talsperre                              | Bergbauteich im Gebiet der Oberharzer Teiche |
| Jastorfer See                           | Landkreis Uelzen                            | 20 ha            | Baggersee                              | Nach 1970 durch Bodenabbau entstanden, Westteil seit 1977 unter Naturschutz, Rest auch für Naturschutz genutzt |
| Johann-Friedrich-Teich                  | Landkreis Goslar                            |                  | Talsperre                              | Bergbauteich im Gebiet der Oberharzer Teiche |
| Juessee                                 | Landkreis Göttingen                         | 6,9 ha           | Natürlicher Binnensee (Erdfall)        | Durch Erdfälle entstandener Bergsee in einer Parkanlage, Badestelle mit Aufsicht |
| Jümmesee                                | Landkreis Leer                              | 11 ha            | Künstlicher Binnensee                  | Badesee ohne Aufsicht, in einer Freizeitanlage mit Campingplatz |
| Kalka (See)                             | Landkreis Celle                             |                  | Baggersee                              | Bekannter Bade- und Angelsee bei Winsen (Aller), auch „Kalker“ genannt, Baden offiziell verboten |
| Kalkbruchsee                            | Landkreis Lüneburg                          | 5 ha             | Steinbruch                             | Wassergefülltes Kreidekalk-Tagebauloch im nordwestlichen Stadtgebiet von Lüneburg, nicht öffentlich zugänglich (nur Angelverein, Taucher), ca. 30 m tief |
| Badesee Karlshof                        | Landkreis Ammerland                         |                  | Baggersee                              | Badesee mit Aufsicht, in Privatbesitz mit kostenlosem öffentlichen Zugang |
| Oberer Kellerhalsteich                  | Landkreis Goslar                            |                  | Stausee                                | Bergbauteich im Gebiet der Oberharzer Teiche |
| Mittlerer Kellerhalsteich               | Landkreis Goslar                            |                  | Talsperre                              | Bergbauteich im Gebiet der Oberharzer Teiche |
| Unterer Kellerhalsteich                 | Landkreis Goslar                            |                  | Stausee                                | Bergbauteich im Gebiet der Oberharzer Teiche |
| Badesee des Campingplatzes Kellerberg   | Landkreis Diepholz                          | 2,8 ha           | Künstlicher Binnensee                  | Um 1970 angelegter Badesee, ohne Aufsicht, auf einem Campingplatzgelände, ausschließlich für Gäste des Campingplatzes zugänglich |
| Kennel (Braunschweig)                   | Braunschweig                                |                  | Künstliche Binnenseen                  | Mehrere Teiche in einem Naherholungsgebiet, darunter ein Badesee mit Aufsicht, in Privatbesitz mit kostenpflichtigem öffentlichen Zugang |
| Kesselsumpf                             | Landkreis Göttingen                         | 0,3 ha           | Natürlicher Binnensee (Erdfall)        | See ohne Zu- und Abflüsse, in einem Waldgebiet mit mehreren Erdfällen |
| Kiefhölzer Teich                        | Landkreis Goslar                            |                  | Talsperre                              | Bergbauteich im Gebiet der Oberharzer Teiche, Badeteich ohne Aufsicht, mit Grillmöglichkeit |
| Kirchhorster See                        | Region Hannover                             | 4 ha             | Baggersee                              | Badesee ohne Aufsicht |
| Klein-Clausthaler Teich                 | Landkreis Goslar                            |                  | Stausee                                | Bergbauteich im Gebiet der Oberharzer Teiche, auch als Kleiner Clausthaler Teich bekannt |
| Kleines Meer                            | Landkreis Aurich                            | 93 ha            | Moorsee                                | Nach 1970 stark ausgebaggerter natürlicher Flachmoorsee, ohne öffentliche Badestelle, Badewasserqualität wird dennoch überwacht |
| Baggersee Klein Ilsede                  | Landkreis Peine                             | 7,2 ha           | Baggersee                              | Hauptsächlich als Angelgewässer genutzt |
| Kiessee Klein Schneen                   | Landkreis Göttingen                         | 4,4 ha           | Baggersee                              | Baden offiziell verboten, jedoch seit Jahrzehnten als Badesee und zum Tauchsport genutzt, keine sanitären Anlagen |
| Klusteich (Hann. Münden)                | Landkreis Göttingen                         | 1 ha             | Binnensee                              | See in einem Naturpark, Wasserschutzgebiet |
| Strandbad Knesebeck                     | Wittingen                                   |                  | Ziegelteich                            | Um 1935 geflutete Lehmgrube einer Ziegelei, Badebetrieb mit Campingplatz |
| Mahlbusen Knock                         | Landkreis Emden                             |                  | Mahlbusen (Vorfluterbecken)            | Baden geduldet, keine eigentliche Badestelle, keine Badeaufsicht, dennoch als Badegewässer überwacht |
| Kleiner Kranicher Teich                 | Landkreis Goslar                            |                  | Stausee                                | Bergbauteich im Gebiet der Oberharzer Teiche |
| Kolshorner Teich                        | Region Hannover                             | 4 ha             | Baggersee                              | Um 1985 entstandener See, hauptsächlich als Angelgewässer genutzt |
| Königsteich (Hildesheim)                | Hildesheim                                  |                  | Binnensee                              | Teichanlage im Stadtgebiet von Hildesheim |
| Großer Kranicher Teich                  | Landkreis Goslar                            |                  | Talsperre                              | Bergbauteich im Gebiet der Oberharzer Teiche |
| Kranichsmoorsee                         | Landkreis Gifhorn                           | 16 ha            | Baggersee                              | Naturschutzgebiet seit 1982 |
| Kreidebergsee                           | Landkreis Lüneburg                          | 6,1 ha           | Steinbruch                             | Wassergefülltes Kreidekalk-Tagebauloch im nördlichen Stadtgebiet von Lüneburg, ca. 30 m tief |
| Kreidesee                               | Landkreis Cuxhaven                          |                  | Baggersee                              | Badeverbot, aber bekanntes Tauchgebiet mit Tauch- und Freizeitzentrum |
| Kreuzbacher Teich                       | Landkreis Goslar                            |                  | Stausee                                | Bergbauteich im Gebiet der Oberharzer Teiche |
| Kronensee                               | Landkreis Osnabrück                         | 40 ha            | Baggersee                              | Badesee mit Campingplatz |
| Badesee Krummendeich                    | Landkreis Stade                             |                  | Natürlicher Binnensee                  | Badesee mit Freizeitanlage |
| Kuttelbacher Teich                      | Landkreis Goslar                            |                  | Talsperre                              | Bergbauteich im Gebiet der Oberharzer Teiche, mit Waldseebad |
| Laarsche Bruch                          | Landkreis Grafschaft Bentheim               |                  | Baggersee                              | Naturschutzgebiet seit 1986 |
| Laascher See                            | Landkreis Lüchow-Dannenberg                 | 40 ha            | Altwasser der Elbe                     | Aufgestauter See in einem Altarm, auch als Badesee genutzt, ohne Aufsicht, 2014 temporäres Badeverbot wegen Blaualgen, im Biosphärenreservat Niedersächsische Elbtalaue |
| Laher Teich                             | Region Hannover                             | 3 ha             | Baggersee                              | Angelgewässer mit einem unter Naturschutz stehenden Teilgebiet |
| Lakenteich                              | Landkreis Northeim                          |                  | Floßteich                              | 1680 angelegt zur Erleichterung des Transportes von Buchenholz, bis nach 1900 genutzt, heute Naturbiotop |
| Landwehrsee                             | Landkreis Verden                            | 14 ha            | Baggersee                              | Badesee ohne Aufsicht, Badestelle nur für Nutzer des Campingplatzes im Südosten des Sees zugänglich |
| Lange Teich (Goslar)                    | Landkreis Goslar                            |                  | Stausee                                | Bergbauteich im Gebiet der Oberharzer Teiche |
| Langer Teich                            | Landkreis Goslar                            |                  | Stausee                                | Bergbauteich im Gebiet der Oberharzer Teiche |
| Strandbad Langlinger Schleuse           | Landkreis Celle                             | 0,8 ha           | Künstlicher Binnensee                  | Nordseite des Sees naturbelassen, Südseite mit Strandbad |
| Lappwaldsee                             | Landkreis Helmstedt                         | Endstand 400 ha  | Braunkohletagebau-Restsee              | Als Bade- und Freizeitgewässer konzipierter See, der in mehreren Jahrzehnten das Restloch eines Braunkohletagebaus auffüllen soll |
| Lechtegoor                              | Landkreis Emsland                           | 3 ha             | Natürlicher Binnensee (Erdfall)        | Naturschutzgebiet seit 1977 |
| Badeseen Seepark, Lehe                  | Landkreis Ammerland                         |                  | Natürlicher Binnensee                  | Badesee ohne Aufsicht, in einem Ferienhausgebiet, nicht öffentlich zugänglich |
| Lengener Meer                           | Landkreis Leer                              | 22 ha            | Moorsee                                | Hochmoorsee, Naturschutzgebiet seit 1940 |
| Lether Baggersee                        | Landkreis Cloppenburg                       |                  | Baggersee                              | |
| Kiesteich Lohnde                        | Region Hannover                             | 2 ha             | Baggersee                              | Badesee ohne Aufsicht, Tauchen möglich, Angeln nicht erlaubt |
| Lopausee                                | Landkreis Lüneburg                          | 12 ha            | Stausee                                | Naherholungsgebiet mit Angel- und Freizeitanlagen, auch als Badesee genutzt |
| Loppersumer Meer                        | Landkreis Aurich                            | 13 ha            | Moorsee                                | Niedermoorsee, Naturschutzgebiet seit 1988 |
| Ludwigsee (Melle)                       | Landkreis Osnabrück                         | ca. 4 ha         | Binnensee                              | Badesee auf einem Campingplatzgelände, auch zum Angeln genutzt |
| Lünischteich                            | Braunschweig                                | 10,8 ha          | Künstlicher Binnensee (Fischteich)     | Von Mönchen eines Klosters zur Fischzucht angelegt, 1924 bis 1963 als Badesee genutzt, danach Badeverbot wegen schlechter Wasserqualität, später als Grünanlage umgestaltet |
| Lünner See                              | Landkreis Emsland                           | 3,8 ha           | Künstlicher Binnensee                  | 2005 angelegter Badesee ohne Aufsicht, in einem Naherholungsgebiet |
| Mahndorfer See                          | Bremen, Landkreis Verden                    | 22,4 ha          | Baggersee                              | 1962 entstandener Badesee mit DLRG-Aufsicht im Bremer Teilgebiet, mit zwei Vogelschutzinseln |
| Maritimsee                              | Landkreis Osterholz                         | 4,1 ha           | Baggersee                              | Badesee der Ohlenstedter Quellseen, mit DLRG-Station und Restaurant, Zugang gebührenpflichtig |
| Maschsee                                | Region Hannover                             | 78 ha            | Künstlicher Binnensee                  | 1936 für Freizeitaktivitäten geschaffener See in einem Naherholungsgebiet, Strandbad mit Aufsicht |
| Meiersee                                | Landkreis Heidekreis                        |                  | Stausee                                | See in einer Moränenlandschaft auf dem Truppenübungsplatz Bergen |
| Meißendorfer Teiche/Bannetzer Moor      | Landkreis Celle                             |                  | Künstliche Binnenseen (Fischteiche)    | Mehr als 50 nach 1880 angelegte Fischteiche auf Heide- und Moorflächen, Fischzucht nach 1970 eingestellt, Naturschutzgebiet seit 1980, mit Teichflächen in unterschiedlichen Sukzessionsstadien |
| Kiesteich Metel                         | Region Hannover                             |                  | Baggersee                              | Badesee ohne Aufsicht, auf einem Campingplatzgelände, gegen Eintritt öffentlich zugänglich |
| Mickelmeer                              | Landkreis Emsland                           | 5 ha             | Heideweiher                            | In der letzten Eiszeit in einer Dünenmulde entstanden, seit 1956 Naturdenkmal, seit 2003 mit stark sinkendem Wasserspiegel, offene Wasserfläche stark geschrumpft |
| Müggelsee (Hildesheim)                  | Hildesheim                                  | 20 ha            | Ziegelteich                            | Ehemalige Tonkuhle, Badesee mit abgegrenztem Nichtschwimmerbereich, wurde privat betrieben und 2014 wegen Ruhestand geschlossen |
| Mühlenbachsee                           | Landkreis Rotenburg (Wümme)                 | 7 ha             | Baggersee                              | Naturschutzgebiet seit 1988 |
| Mühlensee (Gifhorn)                     | Landkreis Gifhorn                           |                  | Baggersee                              | |
| Mühlenteich (Siedenburg)                | Landkreis Diepholz                          |                  | Stausee                                | Aufgestaut zum Betrieb einer Mühle im Ortskern von Siedenburg |
| Muswillensee                            | Region Hannover                             | 0,3 ha           | Moorsee                                | Hochmoorsee, Naturschutzgebiet |
| Oberer Nassenwieser Teich               | Landkreis Goslar                            |                  | Stausee                                | Bergbauteich im Gebiet der Oberharzer Teiche |
| Natelsheidesee                          | Region Hannover                             | 2 ha             | Baggersee                              | Seit 1964 genutzter Badesee, mit DLRG-Aufsicht, auf einem Campingplatzgelände |
| Badesee Neermoor                        | Landkreis Leer                              |                  | Künstlicher Binnensee                  | See mit Badebetrieb, im selben See mit Bojenkette abgetrennt ein Naturschutzgebiet |
| Neuer Teich (Solling)                   | Landkreis Northeim                          |                  | Floßteich                              | 1737 angelegt zur Erleichterung des Transportes von Buchen- und Eichenholz, bis nach 1900 genutzt, heute Naturbiotop und Naherholungsgebiet |
| Nethener See                            | Landkreis Ammerland                         |                  | Künstlicher Binnensee                  | Badesee mit Aufsicht, in einer Freizeitanlage |
| Baggersee Neurhede                      | Landkreis Emsland                           |                  | Baggersee                              | Kleiner Badesee ohne Aufsicht |
| Sandentnahmestelle Neustadtgödens       | Landkreis Friesland                         |                  | Baggersee                              | Naturschutzgebiet seit 1985 |
| Nobiskuhle                              | Landkreis Wesermarsch                       | 1,5 ha           | Binnensee                              | |
| Badesee Nordloh                         | Landkreis Ammerland                         | 4 ha             | Künstlicher Binnensee                  | Badesee ohne Aufsicht, auf einem Campingplatzgelände |
| Northeimer Seenplatte                   | Landkreis Northeim                          | ca. 80 ha        | Baggerseen                             | Seenkomplex mit laufendem Kiesabbau, freigegebene Fläche 47 ha, teils für Wassersport, teils zum Baden (gemeldet als „Kiessee Stadt Northeim“), ein Teil als Naturschutzgebiet |
| Oberharzer Teiche                       | Landkreis Göttingen, Landkreis Goslar       |                  | Stauseen und Talsperren                | Gruppe von rund 70 Bergbau-Stauteichen und Talsperren, meist zwischen 1550 und 1750 angelegt, UNESCO-Weltkulturerbe |
| Ochsenpfuhl                             | Landkreis Göttingen                         | 1,2 ha           | Natürlicher Binnensee (Erdfall)        | See mit stark bewachsenen Uferzonen, ohne Zu- und Abflüsse, in Verlandung begriffen |
| Odertalsperre                           | Landkreis Göttingen                         | 136 ha           | Talsperre                              | 1934 in Betrieb genommene Talsperre der Harzwasserwerke zur Wasserstandsregulierung, mit Badestelle ohne Aufsicht, an einem Campingplatz |
| Oderteich                               | Landkreis Göttingen                         | 30 ha            | Talsperre                              | Größter Bergbauteich im Gebiet der Oberharzer Teiche, Wasser mit hohem Huminsäureanteil und ohne Fische, war nach 1722 für 170 Jahre bis nach 1890 die größte Talsperre Deutschlands, Baden im südlichen Drittel erlaubt, Nordbereich naturbelassen                                                                     |
| Ohlenstedter Quellseen                  | Landkreis Osterholz                         | 1–5 ha           | Baggerseen                             | Gruppe aus drei dicht beieinander liegenden Seen in einem Erholungs- und Freizeitgebiet, mit Badeaufsicht, Zugang gebührenpflichtig |
| Ohresee                                 | Landkreis Gifhorn                           | 4,8 ha           | Stauseen                               | 1979 als Naherholungsgebiet errichtete Gruppe von zwei Stauseen in Brome |
| Okertalsperre                           | Landkreis Goslar                            | 225 ha           | Talsperre                              | 1956 vollendete Talsperre zur Wasserstandsregulierung, intensiv touristisch genutztes Freizeitgewässer |
| Kleiner Okerteich                       | Landkreis Goslar                            |                  | Stausee                                | Bergbauteich im Gebiet der Oberharzer Teiche |
| Baggerseen bei Oldendorf                | Landkreis Celle                             |                  | Baggerseen                             | Gruppe von mehreren 2007 aufgegebenen Sandgruben bei Oldendorf, Baden offiziell verboten, wird aber geduldet, Kiesabbau hatte nach 1960 begonnen |
| Oldenstädter See                        | Landkreis Uelzen                            | 15,5 ha          | Baggersee                              | Nach 1990 als Badesee genutzt, ohne Aufsicht, mit Kiosk |
| Ölpersee                                | Braunschweig                                | 15,9 ha          | Baggersee                              | 1979 angelegter See zum Hochwasserschutz, genutzt als Naherholungsgebiet und für Vogelschutz |
| Ostenuther Kiesteiche                   | Landkreis Schaumburg                        | 41 ha            | Baggersee                              | Naturschutzgebiet seit 1988, Kiesabbau noch nicht beendet |
| Ostesee                                 | Landkreis Cuxhaven, Landkreis Stade         | 29 ha            | Altwasser der Oste                     | Künstlich abgetrennter Altarm, nördlicher Teil (15 ha) seit 1982 unter Naturschutz, südlicher Teil als Freizeitsee mit Badestelle ohne Aufsicht und Wasserskimöglichkeiten |
| Ottermeer                               | Landkreis Aurich                            | 13 ha            | Künstlicher Moorsee (Torfabbau)        | 1974 durch Torfabbau angelegter Moorsee in der Nähe eines verlandeten Moorsees, mit Badestrand und Freizeitanlagen |
| Jugendlager-Badesee Otterndorf          | Landkreis Cuxhaven                          | 5,2 ha           | Künstlicher Binnensee                  | Badesee, nicht öffentlich zugänglich, nur für Sommerlagerteilnehmer |
| Otterstedter See                        | Landkreis Verden                            | 4,5 ha           | Eiszeitlicher Reliktsee                | Offenbar nacheiszeitlich aus einem Pingo entstandener Binnensee, Badestelle mit Aufsicht, gelegentlich Probleme mit Blaualgen |
| Strandbad Ovelgönne                     | Landkreis Celle                             | 0,9 ha           | Ziegelteich                            | Aus einem Kalksandsteinwerk vor 1970 entstandener Teich, Südseite naturnah, Nordseite mit Strandbad |
| Oyter See                               | Landkreis Verden                            | 23 ha            | Baggersee                              | Badesee mit DRK-Aufsicht, in einem Naherholungsgebiet mit Campingplatz |
| Parksee Lohne                           | Region Hannover                             | 3 ha             | Künstlicher Binnensee                  | Badesee ohne Aufsicht, in einer Campingplatzanlage mit kostenpflichtigem öffentlichen Zugang, gelegentlich Probleme mit Blaualgen |
| Penkefitzer See                         | Landkreis Lüchow-Dannenberg                 |                  | Altwasser der Elbe                     | |
| Pfannteich                              | Landkreis Peine                             |                  | Künstlicher Binnensee                  | Naturfreibad mit Freizeitanlagen |
| Oberer Pfauenteich                      | Landkreis Goslar                            |                  | Talsperre                              | Bergbauteich im Gebiet der Oberharzer Teiche |
| Mittlerer Pfauenteich                   | Landkreis Goslar                            | 8,5 ha           | Talsperre                              | Bergbauteich im Gebiet der Oberharzer Teiche |
| Unterer Pfauenteich                     | Landkreis Goslar                            |                  | Talsperre                              | Bergbauteich im Gebiet der Oberharzer Teiche |
| Pixhaier Teich                          | Landkreis Goslar                            |                  | Talsperre                              | Ehemaliger Bergbauteich im Gebiet der Oberharzer Teiche, mit Badestelle und Campingplatz |
| Badesee Campingplatz Poggenpoel         | Landkreis Emsland                           |                  | Baggersee                              | Badesee ohne Aufsicht, zu einem Campingplatz gehörig |
| Postertaler Teich                       | Landkreis Goslar                            |                  | Stausee                                | Bergbauteich im Gebiet der Oberharzer Teiche |
| Prinzenteich (Harz)                     | Landkreis Goslar                            |                  | Talsperre                              | Bergbauteich im Gebiet der Oberharzer Teiche, auch als Badesee genutzt |
| Priorteich                              | Landkreis Göttingen                         |                  | Natürlicher Binnensee (Erdfall)        | Durch Erdfall entstandener See, seit 1950 Naturschutzgebiet, mit Waldschwimmbad und Kiosk am Nordufer, mit Aufsicht |
| Pulvermühlenteich                       | Landkreis Harburg                           | 12 ha            | Baggersee                              | Teich mit abgegrenztem Badebereich, mit zeitweiliger Aufsicht in den Ferien |
| Quellsee                                | Landkreis Osterholz                         | 5,7 ha           | Baggersee                              | Badesee der Ohlenstedter Quellseen, mit DLRG-Station und Restaurant, Zugang gebührenpflichtig |
| Quendorfer See                          | Landkreis Grafschaft Bentheim               | 8 ha             | Baggersee                              | Badesee mit DLRG-Aufsicht an Wochenenden und Freizeitangeboten |
| Rabbensee                               | Landkreis Ammerland                         |                  | Baggersee                              | 1966 entstandener Badesee, ohne Aufsicht, auf einem Campingplatzgelände, gemeldet als „Badesee Campingplatz Rabben, Mollberg“, kostenpflichtiger Zugang für Tagesgäste |
| Raffteiche                              | Braunschweig                                | 5–26 ha          | Stauseen                               | Gruppe von sechs Teichen unterschiedlicher Größe, der obere ein natürlicher Quellsee, die weiteren als Fischteiche aufgestaut |
| Reihersee (Salzgitter)                  | Salzgitter                                  | 25 ha            | Absetzbecken                           | 1944–1952 als Klärteich genutzt, 1976 rekultiviert und verkleinert, mit unter Schutz stehender Verlandungszone |
| Reihersee (Lüdershausen)                | Landkreis Lüneburg                          |                  | Seeartige Flusserweiterung der Neetze  | Badesee mit Aufsicht und Freizeitanlagen, Erholungsgebiet |
| Restorfer See                           | Landkreis Lüchow-Dannenberg                 |                  | Altwasser der Elbe                     | |
| Rethemer Fährsee                        | Landkreis Heidekreis                        | 5,8 ha           | Altwasser der Aller                    | Badesee ohne Aufsicht, mit Campingplatz und Gaststätte |
| Rethmoorsee                             | Landkreis Harburg                           | < 90 ha          | Baggersee                              | 1989 durch Bodenaushub für Autobahnbau entstanden, Naturschutzgebiet seit 1998 |
| Ricklinger Kiesteiche                   | Region Hannover                             |                  | Baggerseen                             | Gruppe von mehreren nach 1950 entstandenen Kiesteichen, teils für Naherholung und als Badeseen, teils für Naturschutz genutzt |
| Großer Ricklinger Teich                 | Region Hannover                             | 20,5 ha          | Baggersee                              | Badesee ohne Aufsicht, im Gebiet der Ricklinger Kiesteiche |
| Rosdorfer Baggersee                     | Landkreis Göttingen                         | 15 ha            | Baggersee                              | Badesee mit laufendem Kiesabbau, offiziell mit Badeverbot, viele Badegäste, keine sanitären Anlagen, Probleme durch mangelhafte Müllentsorgung |
| Rubbenbruchsee                          | Osnabrück                                   | 24 ha            | Baggersee                              | Nach 1968 vom Grünflächenamt angelegter See, Teil eines Naherholungsgebiets |
| Sager Meer                              | Landkreis Oldenburg                         | 16 + 3 ha        | Natürlicher Binnensee (Erdfall)        | Vermutlich durch Erdfall entstandene Gruppe aus zwei Seen (Großes und Kleines Sager Meer), Naturschutzgebiet |
| Saller See                              | Landkreis Emsland                           | 8 ha             | Baggersee                              | See mit Kneipp-Anlage in einem 2008 ausgestalteten Freizeitgelände bei Lengerich (Emsland) |
| Hochwasserrückhaltebecken Salzderhelden | Landkreis Northeim                          | bis 1000 ha      | Hochwasserrückhaltebecken              | 1994 zum Einstauen von Hochwasser der Leine in Betrieb genommene Anlage mit 5 normalerweise leeren Poldern, Teilgebiete unter Naturschutz |
| Salzgittersee                           | Salzgitter                                  | 75 ha            | Baggersee                              | 1960 angelegter Kiessee mit Bade- und Wassersportbetrieb auf freigegebenen Teilflächen seit 1963, 1976 Kiesabbau eingestellt, heute Freizeit- und Erholungsgebiet |
| Sander See                              | Landkreis Friesland                         | 34 ha            | Baggersee                              | Nach 1970 entstandener Badesee ohne Aufsicht, in einer Freizeitanlage, Zugang kostenfrei |
| Sandwater                               | Landkreis Aurich                            | 22,3 ha          | Moorsee                                | Naturschutzgebiet seit 1973, Niedermoorsee, befindet sich in einem langsamen Prozess der Verlandung |
| Unterer Schalker Teich                  | Landkreis Goslar                            |                  | Talsperre                              | Bergbauteich im Gebiet der Oberharzer Teiche |
| Schapenbruchteich                       | Braunschweig                                | 21 ha            | Künstlicher Binnensee                  | Naturschutzgebiet seit 1936. Teil des im 12. und 13. Jahrhundert angelegten Teichgebiets im heutigen Naturschutzgebiet Riddagshausen. |
| Baggersee Scheeßel-Westerholz           | Landkreis Rotenburg (Wümme)                 |                  | Baggersee                              | Baggersee mit laufendem Sandabbau, offiziell mit Badeverbot, wird dennoch zum Baden genutzt |
| Großer Schillerteich                    | Wolfsburg                                   | 10 ha            | Natürlicher Binnensee                  | Naherholungsgebiet und Regenrückhaltebecken |
| Schlackentaler Teich                    | Landkreis Goslar                            |                  | Stausee                                | Bergbauteich im Gebiet der Oberharzer Teiche |
| Badeteich Schladen                      | Wolfenbüttel                                | 0,55 ha          | Künstlicher Binnensee                  | Badesee mit Aufsicht |
| Baggersee Schlagbrückener Weg           | Landkreis Emsland                           |                  | Baggersee                              | Größtenteils eingezäunter, aber kostenlos öffentlich zugänglicher Badesee bei Meppen, mit Toilettenhaus und zeitweiliger DLRG-Aufsicht |
| Schloppsee                              | Landkreis Wittmund                          | 3 ha             | Baggersee                              | 1971 durch die Entnahme von Sandmassen für den Küstenschutz auf der Insel Langeoog gebildet |
| Schmelzteich                            | Landkreis Göttingen                         | 7 ha             | Künstlicher Binnensee                  | Überwiegend während der Schneeschmelze mit frischem Wasser gespeister Teich in einem Kurpark, wird zum Eislaufen und Bootsfahren genutzt |
| Schulenburger Südsee                    | Region Hannover                             |                  | Binnensee                              | Zu Freizeitzwecken genutzter See in Langenhagen, auch als Badesee bekannt |
| Schwarzenbacher Teich                   | Landkreis Goslar                            |                  | Talsperre                              | Bergbauteich im Gebiet der Oberharzer Teiche |
| Schwarzer See (Garbsen)                 | Region Hannover                             |                  | Ziegelteich                            | Ehemalige Tongrube einer Ziegelei, in einem Naherholungsgebiet |
| Schwarzes Meer (Ostfriesland)           | Landkreis Wittmund                          |                  | Grundmoränensee                        | Naturschutzgebiet seit 1977 |
| See Achtern Diek                        | Landkreis Cuxhaven                          |                  | Künstliche Binnenseen                  | Badeseekomplex mit Aufsicht, in einer Freizeitanlage hinter dem Nordseedeich |
| Seeburger See                           | Landkreis Göttingen                         | 88 ha            | Natürlicher Binnensee (Erdfall)        | Vor 2500 Jahren durch Erdfall entstandener See, Seeufer ein mit Bojenkette abgegrenztes Naturschutzgebiet seit 1973, kostenpflichtiger Badebereich im Westen mit DLRG-Aufsicht, weitere kostenfreie Badestellen an anderen Uferabschnitten, gelegentlich Probleme mit Blaualgen, 2006 wurde ein Fischsterben beobachtet |
| See im Großen Moor                      | Landkreis Harburg                           | 25 ha            | Baggersee                              | Badesee ohne Aufsicht, missverständlich auch Maschener See oder Maschener Moorsee genannt, liegt nördlich vom „See im Maschener Moor“ |
| See im Maschener Moor                   | Landkreis Harburg                           | 10 ha            | Baggersee                              | Badesee ohne Aufsicht |
| Seepark Eiken                           | Landkreis Emsland                           |                  | Künstlicher Binnensee                  | Badesee ohne Aufsicht, mit Kiosk |
| Sellstedter See                         | Landkreis Cuxhaven                          | 40 ha            | Moorsee                                | Naturschutzgebiet seit 1984 |
| Semmelwieser Teich                      | Landkreis Goslar                            |                  | Stausee                                | Bergbauteich im Gebiet der Oberharzer Teiche |
| Sieben-Meter-Teich                      | Region Hannover                             | 7,5 ha           | Baggersee                              | Badesee ohne Aufsicht, Nacktbaden ausdrücklich erwünscht, im Gebiet der Ricklinger Kiesteiche |
| Sieverner See                           | Landkreis Cuxhaven                          | 2,4 ha           | Baggersee                              | Badesee mit DLRG-Aufsicht, ausgewiesener Nichtschwimmerbereich, Ufer teils nur privaten Anliegern zugänglich |
| Silbersee (Aurich)                      | Landkreis Aurich                            | 1,5 ha           | Binnensee                              | Waldsee mit Badeverbot |
| Silbersee (Brundorf)                    | Landkreis Osterholz                         | 0,7 ha           | Künstlicher Binnensee                  | Badesee ohne Aufsicht, mit Freizeitanlagen, auf einem privat betriebenen FKK-Gelände, Zugang zum See gebührenpflichtig |
| Silbersee (Celle)                       | Landkreis Celle                             | 2,6 ha           | Ziegelteich                            | Ehemalige Tongrube, Badesee ohne Aufsicht, an einem Campingplatz |
| Silbersee (Dransfeld)                   | Landkreis Göttingen                         | 0,045 ha         | Bergbau-Restsee                        | Ehemaliger Basaltsteinbruch |
| Silbersee (Hüggel)                      | Landkreis Osnabrück                         |                  | Steinbruch                             | Rest eines 1963 beendeten Kalkabbaus, fast ausgetrocknet |
| Silbersee (Langenhagen)                 | Region Hannover                             | 6,8 ha           | Baggersee                              | 1935 entstandener Erholungs- und Badesee mit DLRG-Aufsicht und Freizeitanlagen |
| Silbersee (Lahn)                        | Landkreis Emsland                           | 1 ha             | Heideweiher                            | Wasser ursprünglich sehr nährstoffarm, inzwischen Anzeichen von Eutrophierung |
| Silbersee (Stuhr)                       | Landkreis Diepholz                          | 7 ha             | Baggersee                              | Nach 1960 entstandener und seit 1971 mit DLRG-Aufsicht versehener Badesee, gelegentlich Probleme mit Blaualgen |
| Silbersee (Wehdel)                      | Landkreis Cuxhaven                          | 6,5 ha           | Moorsee                                | Seit 1932 unter Naturschutz stehender Moorsee mit 2 ha Badebereich, mit Aufsicht und Freizeitanlagen, im Naturschutzgebiet Silbersee und Laaschmoor |
| Silberteich                             | Landkreis Goslar                            | 1,4 ha           | Stausee                                | Bergbauteich im Gebiet der Oberharzer Teiche |
| Sonnensee (Hannover)                    | Region Hannover                             | 17 ha            | Baggersee                              | Badesee ohne Aufsicht, in einer vereinseigenen Sport- und Freizeitanlage, Zugang nur für Vereinsmitglieder |
| Sösetalsperre                           | Landkreis Göttingen                         | 124 ha           | Talsperre                              | 1931 zur Trinkwasserversorgung gebaut, mit Fernwasserleitungen Richtung Bremen, Hannover, Hildesheim und nach Göttingen, See dient auch als Angelgewässer, Gaststätte und Campingplatz wurden vor 2010 aufgegeben |
| Spadener See                            | Landkreis Cuxhaven                          | 16 ha            | Künstlicher Binnensee                  | Badesee auf einem Campingplatzgelände in einem Naherholungsgebiet, Zugang gebührenpflichtig |
| Oberer Spiegeltaler Teich               | Landkreis Goslar                            |                  | Stausee                                | Bergbauteich im Gebiet der Oberharzer Teiche |
| Unterer Spiegeltaler Teich              | Landkreis Goslar                            |                  | Talsperre                              | Bergbauteich im Gebiet der Oberharzer Teiche |
| Spieksee                                | Landkreis Emsland                           |                  | Baggersee                              | Badesee ohne Aufsicht, mit Freizeitmöglichkeiten |
| Springhorstsee                          | Region Hannover                             | 8 ha             | Baggersee                              | Seit 1970 bewirtschafteter Badesee an einer Campinganlage, kostenpflichtiger Zugang zu einem Badestrand, ohne Aufsicht |
| Stadtsee (Sulingen)                     | Landkreis Diepholz                          | 6,4 ha           | Baggersee                              | Nach 1990 entstanden und als Landschafts- und Erholungssee konzipiert, mit einer Badeinsel, ohne Badeaufsicht |
| Stadtweger Teich                        | Landkreis Goslar                            |                  | Talsperre                              | Bergbauteich im Gebiet der Oberharzer Teiche |
| Stedener See                            | Landkreis Osterholz                         | 3,9 ha           | Baggersee                              | 1975 entstandener Badesee in einem Erholungs- und Freizeitgebiet, mit DLRG-Aufsicht, Zugang gebührenpflichtig |
| Badesee Steenfelde                      | Landkreis Leer                              |                  | Künstlicher Binnensee                  | Badesee ohne Aufsicht, in einem Naturerholungsgebiet, angrenzend von einem Damm getrennt ein Bereich unter Naturschutz mit Bade- und Angelverbot |
| Steinatalsperre                         | Landkreis Göttingen                         |                  | Talsperre                              | 1954 als Rückhaltebecken gebaut, dient auch zur Trinkwasserversorgung |
| Steinfeldsee                            | Region Hannover                             |                  | Baggersee                              | See im Gebiet der Ricklinger Kiesteiche, liegt in einem Landschaftsschutzgebiet |
| Steinhuder Meer                         | Region Hannover                             | 29,1 km²         | Eiszeitlicher Reliktsee                | Größter See Niedersachsens, mit mehreren Badestellen (gemeldet als Badestrand Weiße Düne Mardorf, Badeinsel Im Steinhuder Meer) und einem großen Naturschutzgebiet, örtlich können vermehrt Blaualgen auftreten |
| Steinwedeler Teich                      | Region Hannover                             | 10,5 ha          | Baggersee                              | Angelgewässer mit einer unter Naturschutz stehenden Insel, in der Nähe etliche weitere teils renaturierte Baggerseen |
| Steller See                             | Landkreis Diepholz                          | 6 ha             | Baggersee                              | 1966 entstandener Badesee auf einem Campingplatzgelände, mit DLRG-Aufsicht |
| Stichter See                            | Landkreis Heidekreis                        | 2,5 ha           | Heideweiher                            | Naturschutzgebiet Riensheide mit Stichter See und Sägenmoor seit 2013, am Nordufer Baden und Eislaufen erlaubt |
| Stixer See                              | Landkreis Lüneburg                          |                  | Seeartige Flusserweiterung der Krainke | |
| Stoteler See                            | Landkreis Cuxhaven                          | 30 ha            | Baggersee                              | Badesee mit DLRG-Aufsicht, am Rand von Naturschutzgebieten |
| Sumter See                              | Landkreis Lüneburg                          |                  | Altwasser der Elbe                     | Altarm der Elbe, mit Badestelle ohne Aufsicht |
| Sumpfteich                              | Landkreis Goslar                            |                  | Talsperre                              | Bergbauteich im Gebiet der Oberharzer Teiche, vierte Staustufe der Innerste |
| Südsee                                  | Braunschweig                                | 22,8 ha          | Baggersee                              | 1965 angelegter See zum Schutz vor dem Hochwasser, genutzt für Wassersport (mit DLRG-Station) und Naherholung |
| Südsee (Südsee-Camp)                    | Wietzendorf                                 | 3,5 ha           | Baggersee                              | Badesee ohne Aufsicht, in Campingplatzanlage Südsee-Camp |
| Surfsee (Bokel)                         | Landkreis Emsland                           |                  | Baggersee                              | Nach 1990 durch Sandabbau entstandener Komplex aus zwei benachbarten Seen, ein See zum Baden (ohne Aufsicht) und der zweite zum Surfen genutzt |
| Tankumsee                               | Isenbüttel                                  | 62 ha            | Baggersee                              | Badesee seit 1976, mit DLRG-Aufsicht, in einem Naherholungsgebiet mit Ferienhäusern |
| Badesee Tannenhausen                    | Landkreis Aurich                            |                  | Baggersee                              | Badesee in einem Naherholungsgebiet, mit Aufsicht, gemeldet als „Freizeitanlage Tannenhausen“ |
| Taube Elbe                              | Landkreis Lüchow-Dannenberg                 | 11 ha            | Altwasser der Elbe                     | |
| Than-Teich                              | Landkreis Goslar                            |                  | Stausee                                | Bergbauteich im Gebiet der Oberharzer Teiche |
| Theikenmeer                             | Landkreis Emsland                           |                  | Moorsee                                | Hochmoorsee, Naturschutzgebiet seit 1936, nach 1970 illegal entwässert, danach wiedervernässt und nach 1980 wieder ausgebaggert |
| Thielenburger See                       | Landkreis Lüchow-Dannenberg                 | 13,1 ha          | Künstlicher Binnensee                  | |
| Thülsfelder Talsperre                   | Landkreis Cloppenburg                       | 170 ha           | Talsperre                              | 1924 errichteter Stausee zur Wasserstandsregulierung, genutzt für Naherholung, Sportfischerei und Naturschutz |
| Tillysee                                | Landkreis Oldenburg                         | 11,3 ha          | Baggersee                              | Badesee in einem Landschaftsschutzgebiet, offiziell mit Badeverbot, viele Badegäste, keine sanitären Anlagen, Probleme durch fehlende Müllentsorgung |
| Timmeler Meer                           | Landkreis Aurich                            | 25 ha            | Künstlicher Binnensee                  | Nach 1980 angelegter Badesee als Naherholungs- und Tourismusgebiet, neben einem Naturschutzgebiet |
| Tonkuhle                                | Hildesheim                                  | 2,8 ha           | Ziegelteich                            | Baden auf eigene Gefahr |
| Transee                                 | Landkreis Heidekreis                        |                  | Künstlicher Binnensee                  | Nach 1970 zu Übungszwecken der Bundeswehr in einer Moorlandschaft ausgehoben |
| Trappsee                                | Landkreis Lüneburg                          |                  | Natürlicher Binnensee                  | See im Elbe-Urstromtal zwischen Amt Neuhaus und Stapel |
| Truper Blänken                          | Landkreis Osterholz                         | 0 ha             | Trockengelegter See                    | Ehemals ein natürlicher Binnensee, Größe vor 1900 bis etwa 100 ha, nach 1930 trockengelegt zur landwirtschaftlichen Nutzung, wenige Restwasserflächen, Naturschutzgebiet seit 1989 |
| Tunxdorfer Waldsee                      | Landkreis Emsland                           |                  | Baggersee                              | Nach 1962 entstandener Bade- und Erholungssee, ohne Aufsicht |
| Tüskendörsee                            | Landkreis Leer                              | 20 ha            | Baggersee                              | 1934 entstanden im Zuge eines Seedeichbaus in Borkum, 1977 erneut ausgebaggert, Biosphärenreservat, strenges Betretungsverbot |
| Tweelbäker See                          | Oldenburg / Landkreis Oldenburg             | 18 ha            | Baggersee                              | 1978 im Zuge eines Autobahnbaus entstandener Freizeitsee, kein offizieller Badesee |
| Uphuser Meer                            | Emden                                       | 40 ha            | Moorsee                                | Niedermoorsee, Ostufer mit Privatgrundstücken, keine öffentlich zugängliche Badestelle, Westufer Landschaftsschutzgebiet und nicht zugänglich (diese Röhrichtverlandungszone ist bei der Flächenangabe berücksichtigt)                                                                                                  |
| Vallenmoor                              | Landkreis Osnabrück                         |                  | Natürlicher Binnensee (Erdfall)        | Naturschutzgebiet seit 1937 |
| Vechtesee                               | Landkreis Grafschaft Bentheim               | 22 ha            | Künstlicher Binnensee                  | 1974 zum Hochwasserschutz angelegt, mit dem Ziel der Sandablagerung (Sandfang), genutzt für Naherholung und Wassersport, mit DLRG-Rettungsstation |
| Badesee Veenhusen                       | Landkreis Leer                              |                  | Baggersee                              | 2011 nach Sandabbau entstandener Badesee ohne Aufsicht, in westlichen Teil Naturschutzbereich |
| Versener Heidesee                       | Landkreis Emsland                           | 16 ha            | Baggersee                              | Nach 1990 im Zuge eines Autobahnbau entstanden, Naturschutzgebiet seit 2008 |
| Visselseen                              | Landkreis Rotenburg (Wümme)                 |                  | Binnenseen                             | Drei Seen in einer Parkanlage in Visselhövede, von denen zwei auch als Badeseen genutzt werden, ohne Badeaufsicht und sanitäre Anlagen, gelegentlich Probleme mit Blaualgen |
| Badesee Völlen                          | Landkreis Leer                              |                  | Künstlicher Binnensee                  | Badesee ohne Aufsicht |
| Vörder See                              | Landkreis Rotenburg (Wümme)                 | 50 ha            | Baggersee                              | 1982 als Teil eines Naherholungsgebiets angelegt, mit Freizeitanlagen, Badesee mit DLRG-Aufsicht |
| Wachendorfer See                        | Landkreis Emsland                           | 1 ha             | Baggersee                              | Kleiner See nordwestlich von Lingen (Ems) |
| Waldsee (Gifhorn-Winkel)                | Landkreis Gifhorn                           | 4,5 ha           | Baggersee                              | Nach 1970 im Zuge des Baus einer Bundesstraße entstanden, in einem Landschaftsschutzgebiet, nur zum Angeln genutzt |
| Waldsee Krähenwinkel                    | Region Hannover                             | 1,8 ha           | Baggersee                              | 1969 angelegter Badesee mit DLRG-Aufsicht, Teilgebiet unter Naturschutz |
| Waldsee (Lehrte)                        | Region Hannover                             |                  | Künstlicher Binnensee                  | Badesee ohne Aufsicht, auf einem Campingplatzgelände, kostenfreier öffentlicher Zugang, in einem Landschaftsschutzgebiet |
| Wangermeer                              | Landkreis Friesland                         | 100 ha           | Baggersee                              | Nach 2011 durch Kleiabbau im Zuge von Deicherhöhungsmaßnahmen entstandener Binnensee, mit Planungen für eine touristische Nutzung als Freizeitsee |
| Wasserläuferteich (Clausthal)           | Landkreis Goslar                            |                  | Stausee                                | Bergbauteich im Gebiet der Oberharzer Teiche |
| Wasserläuferteich (Zellerfeld)          | Landkreis Goslar                            |                  | Stausee                                | Bergbauteich im Gebiet der Oberharzer Teiche |
| Wasserpark Wennigsen                    | Region Hannover                             |                  | Künstlicher Binnensee                  | 2000 durch die Arbeit einer Bürgerinitiative zu Naturbad rückgebautes Freibad, in einem Landschaftsschutzgebiet |
| Weddeler Teich                          | Landkreis Wolfenbüttel                      |                  | Stausee                                | Teilweise verlandeter ehemaliger Karpfenteich, Naturschutzgebiet seit 1981, mit Uferbereich 20 ha |
| Wehnser See                             | Landkreis Peine                             | 4,5 ha           | Baggersee                              | Badesee ohne Aufsicht, auch als Kiessee Edemissen-Wehnsen bezeichnet, in einem Landschaftsschutzgebiet |
| Weichelsee                              | Landkreis Rotenburg (Wümme)                 | 7,4 ha           | Baggersee                              | 1986 entstandener Badesee, ohne Aufsicht, in einem Naherholungsgebiet |
| Weinbergersee                           | Landkreis Hameln-Pyrmont                    | 5,9 ha           | Braunkohletagebau-Restsee              | See im Gebiet der Duinger Seenplatte |
| Wellier Kolk                            | Landkreis Nienburg                          | 12 ha            | Altwasser der Weser                    | Weser-Altarm mit Badestelle ohne Aufsicht, in einem Landschaftsschutzgebiet |
| Wendebachstausee                        | Landkreis Göttingen                         | 8,5 ha           | Stausee                                | 1973 aufgestauter Badesee mit DLRG-Aufsicht, mobilen Toiletten und Kiosk, mit einer Vogelschutzinsel |
| Badesee Westerholt                      | Landkreis Oldenburg                         |                  | Künstlicher Binnensee                  | Badesee mit DLRG-Aufsicht |
| Westrittrumer See                       | Landkreis Oldenburg                         |                  | Künstlicher Binnensee                  | Badesee ohne Aufsicht, mit Toilettenwagen und Imbisswagen |
| Wiedensee                               | Landkreis Göttingen                         | 0,3 ha           | Natürlicher Binnensee (Erdfall)        | Naturdenkmal |
| Wiedesee                                | Landkreis Nienburg                          | 15 ha            | Baggersee                              | Naturschutzgebiet seit 1984 |
| Wieltsee                                | Landkreis Diepholz                          |                  | Baggersee                              | Nach 1960 im Zuge eines Autobahnbaus entstanden, genutzt für Wassersport und als Angelsee |
| Wiesenbeker Teich                       | Landkreis Göttingen                         | 6,8 ha           | Talsperre                              | Bergbauteich im Gebiet der Oberharzer Teiche, unter Denkmalschutz, mit Campingplatz mit Freizeitmöglichkeiten |
| Freizeitsee Wietmarschen                | Landkreis Grafschaft Bentheim               | 11 ha            | Baggersee                              | Badesee mit Aufsicht an Wochenenden, und Freizeitangeboten |
| Wietzesee                               | Region Hannover                             | 29 ha            | Baggersee                              | Baden offiziell verboten, im Sommer starker Badebetrieb, See wird zum Angeln genutzt |
| Badesee Wilsum                          | Landkreis Grafschaft Bentheim               | 2,5 ha           | Baggersee                              | Badesee mit Aufsicht, auf einem Campingplatzgelände |
| Wipperteich                             | Landkreis Gifhorn, Wolfsburg                | 0 ha             | Trockengelegter See                    | Ursprünglich ein 200 ha künstlich zur Fischzucht angelegter Stausee, 1841 trockengelegt, seitdem landwirtschaftlich genutzt |
| Wippinger Kolk                          | Landkreis Emsland                           |                  | Baggersee                              | Kiesgrube bei Wippingen, im Sommer als Badesee genutzt |
| Wipshäuser Kieskuhle                    | Landkreis Peine                             | 3 ha             | Baggersee                              | Badesee mit Aufsicht, auch als Kiessee Edemissen-Wipshausen bezeichnet |
| Woldsee                                 | Landkreis Ammerland                         | 9,2 ha           | Baggersee                              | Badesee mit Aufsicht, gemeldet als „Sandgrube Wehnen“ |
| Wollingster See                         | Landkreis Cuxhaven                          | 4,5 ha           | Eiszeitlicher Reliktsee                | Naturschutzgebiet seit 1932 |
| Würmsee (Burgwedel)                     | Region Hannover                             | 6 ha             | Eiszeitlicher Reliktsee                | Offizielles Badeverbot. See im Gebiet innerhalb des Landschaftsschutzgebietes „Forst Rundshorn–Fuhrberg“ |
| Großer Wülfeler und Detmarscher Teich   | Region Hannover                             | 15,5 ha          | Baggersee                              | See im Gebiet der Ricklinger Kiesteiche, hauptsächlich als Angelgewässer genutzt |
| Baggersee Wunstorf                      | Region Hannover                             | 3,2 ha           | Baggersee                              | Hauptsächlich als Angel- und Tauchgewässer genutzt |
| Zankwieser Teich                        | Landkreis Goslar                            |                  | Talsperre                              | Bergbauteich im Gebiet der Oberharzer Teiche, in geringem Umfang auch als Badesee genutzt |
| Mittlerer Zechenteich                   | Landkreis Goslar                            |                  | Stausee                                | Bergbauteich im Gebiet der Oberharzer Teiche |
| Oberer Zechenteich                      | Landkreis Goslar                            |                  | Stausee                                | Bergbauteich im Gebiet der Oberharzer Teiche |
| Zeetzer See                             | Landkreis Lüchow-Dannenberg                 |                  | Seeartige Flusserweiterung der Krainke | Badesee in der Elbtalaue, mit Fischerei |
| Ziegeleiteich Querum                    | Braunschweig                                | ca. 21 ha        | Ziegelteich                            | 1978 ausgewiesenes Naturdenkmal im Stadtteil Querum |
| Ziegenberger Teich                      | Landkreis Goslar                            |                  | Talsperre                              | Bergbauteich im Gebiet der Oberharzer Teiche, als Badesee an heißen Tagen genutzt, ohne Aufsicht |
| Zwischenahner Meer                      | Landkreis Ammerland                         | 550 ha           | Natürlicher Binnensee (Erdfall)        | Aus einem eingestürzten Salzstock entstandener drittgrößter Binnensee Niedersachsens, vielfältig genutzt, vor allem für Wassersport, mit etlichen Badestellen, teils mit DLRG-Aufsicht, private Nutzung von Motorbooten verboten                                                                                        |